# Drone
Pour les articles homonymes, voir Drone (homonymie).

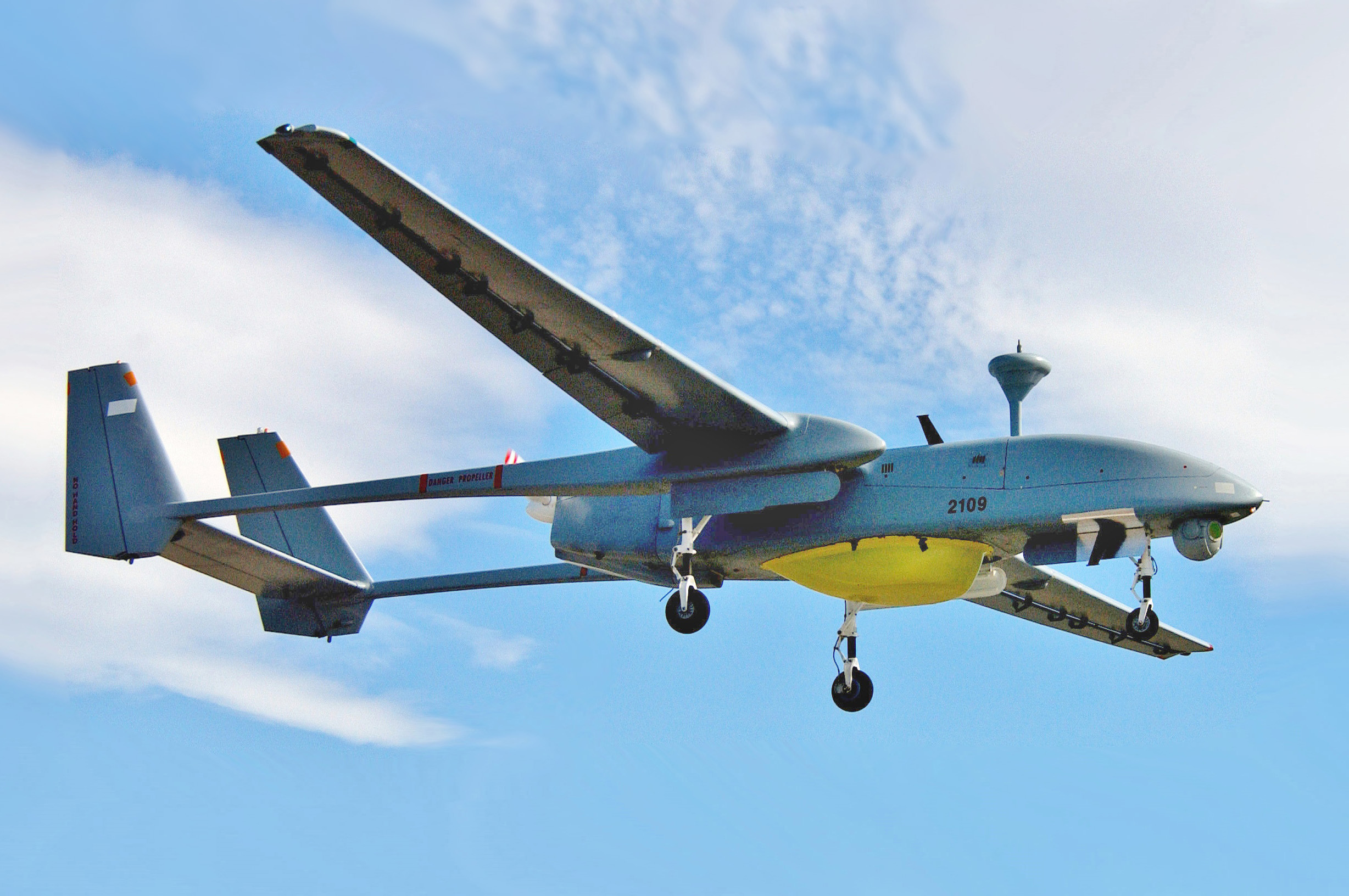
Un drone IAI Heron.

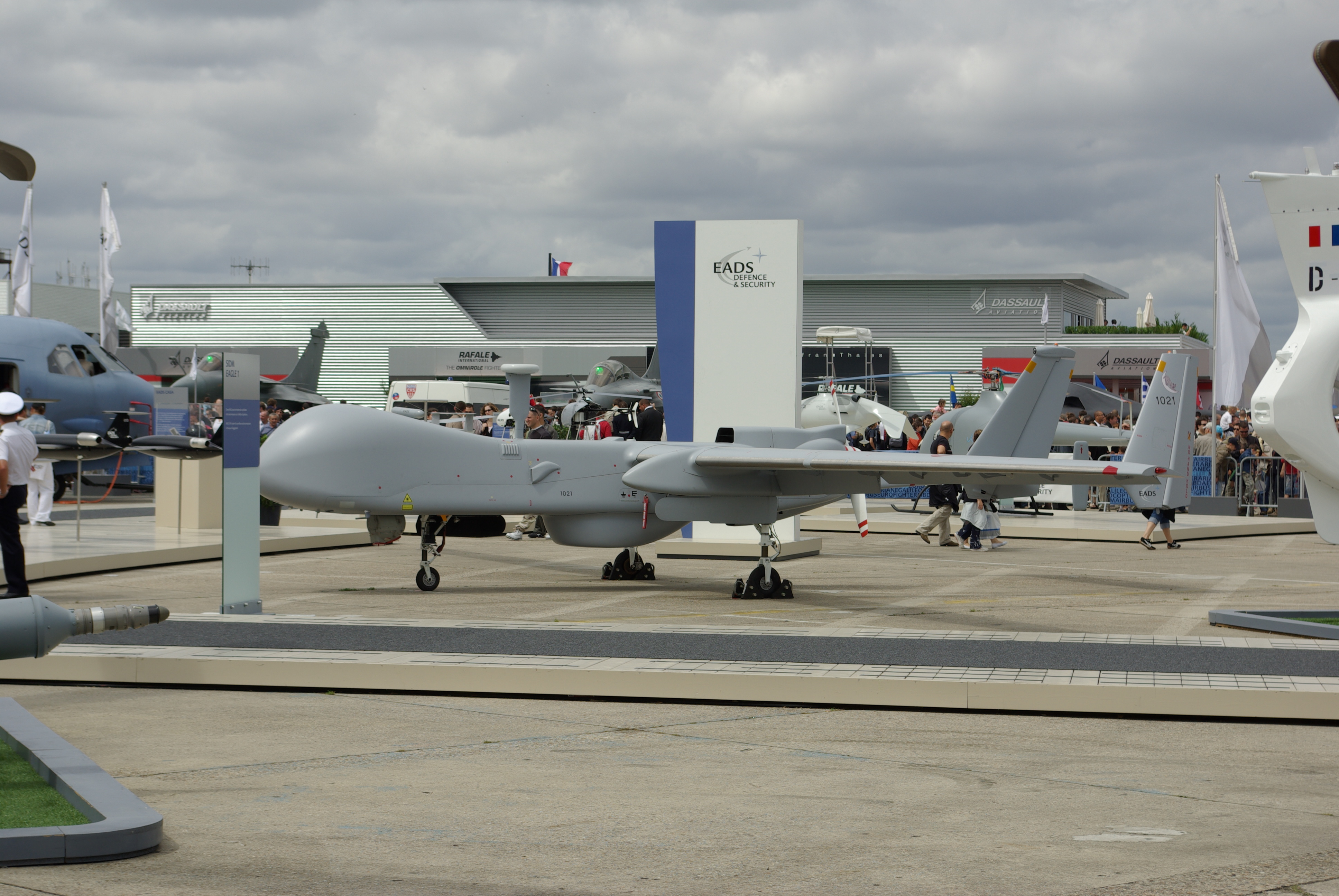
Un drone de reconnaissance EADS Harfang lors du Salon du Bourget de 2007.

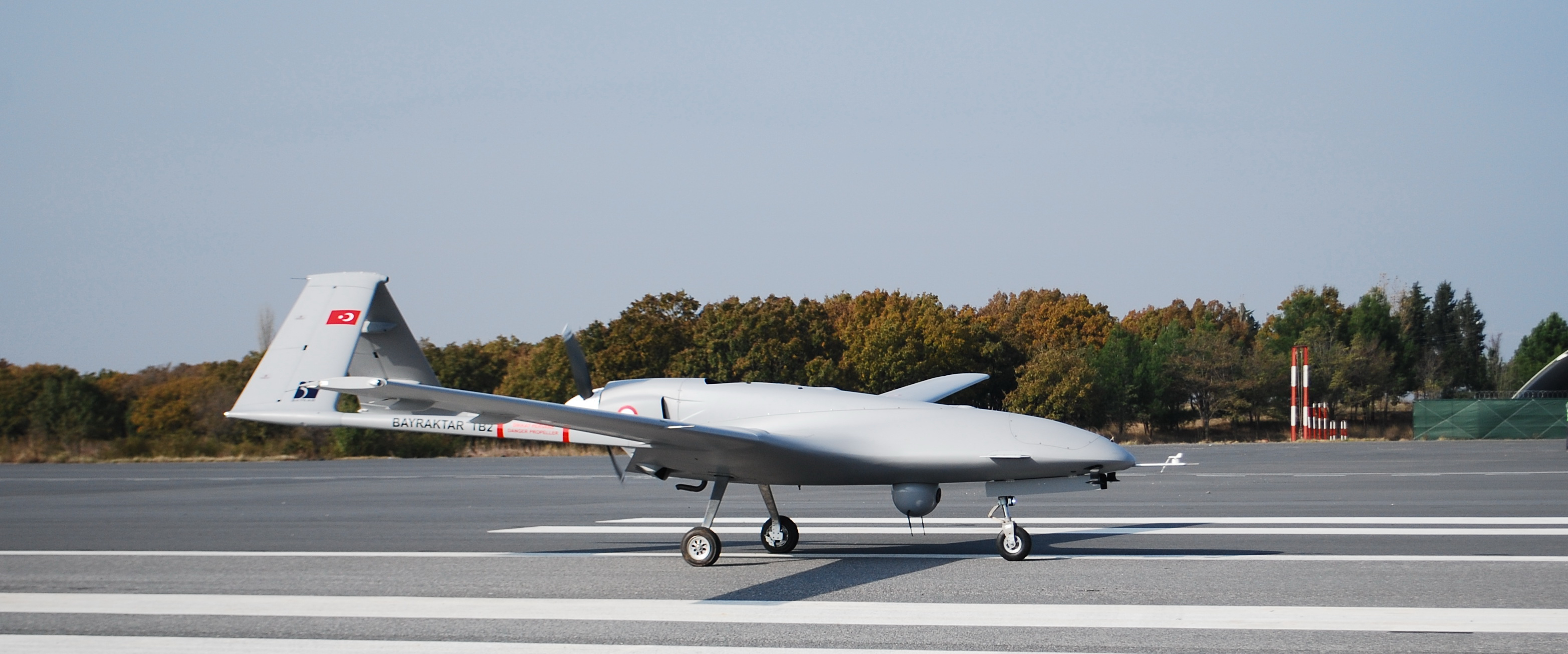
Bayraktar TB2

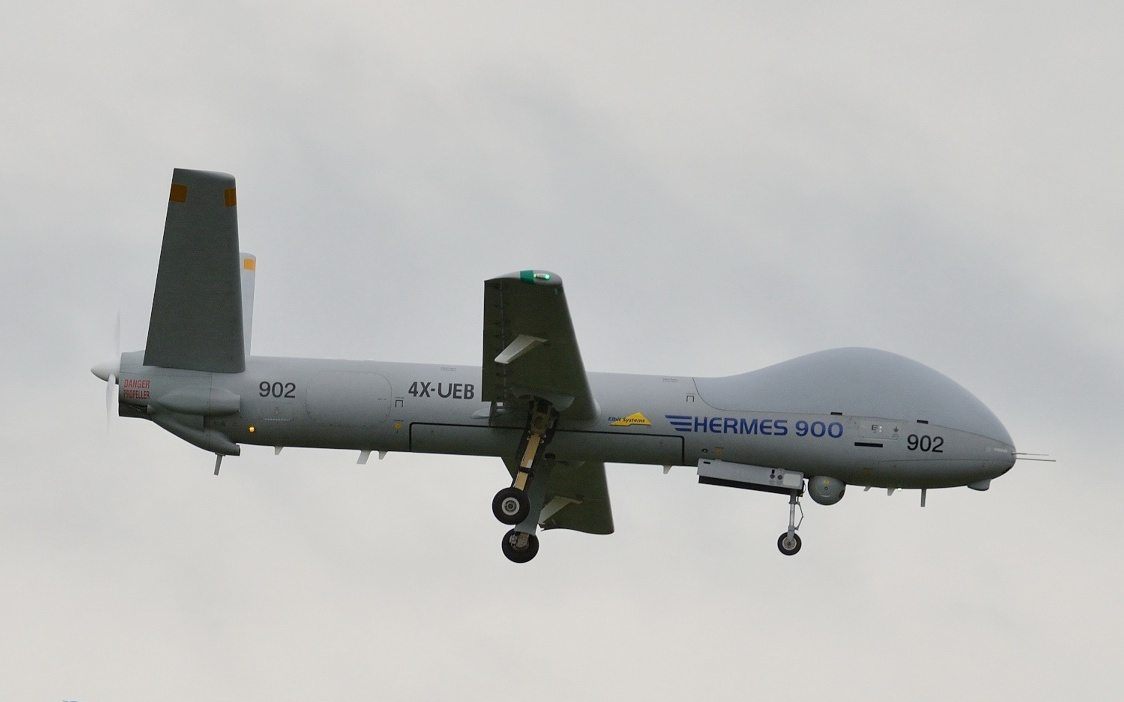
Drone militaire Hermes 900.

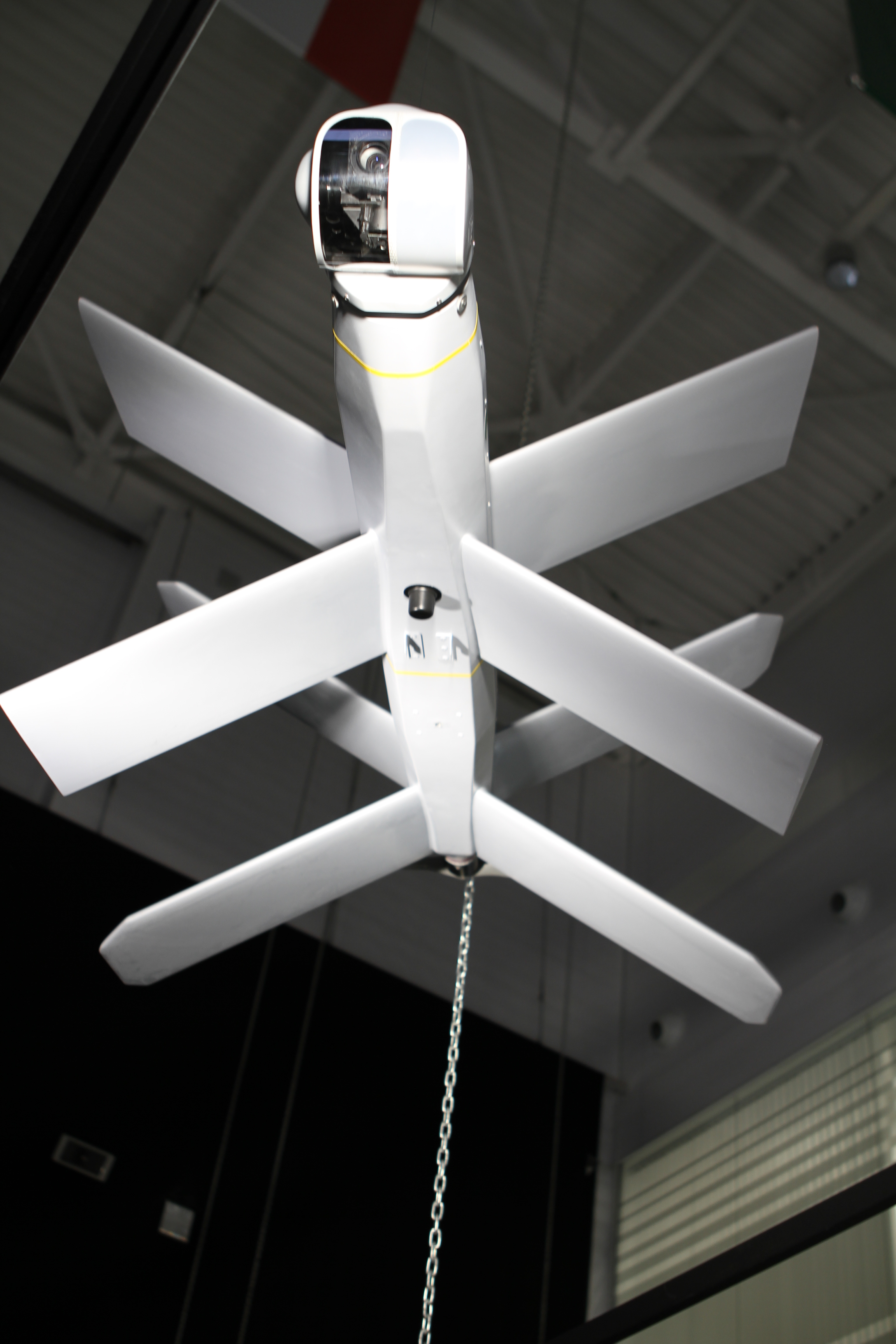
Drone suicide russe Zala Lancet.

Les drones ou plus rarement écrit drônes (/dʁon/, du mot anglais signifiant « faux bourdon ») sont des engins sans équipage dont le pilotage est automatique ou télécommandé, qu'ils soient volants, terrestres ou encore amphibies, à usage civil ou à celui des forces armées ou de sécurité (police, douane) d'un État. En fonction des capacités recherchées, leur masse varie de quelques grammes à plusieurs tonnes. Leur autonomie peut atteindre jusqu’à plusieurs dizaines d'heures (à comparer aux deux heures d'autonomie moyenne d'un chasseur).
Les drones peuvent, le plus souvent, retourner à leur base et sont réutilisables, à la différence des missiles de croisière, détruits en atteignant leur cible.

## Définition

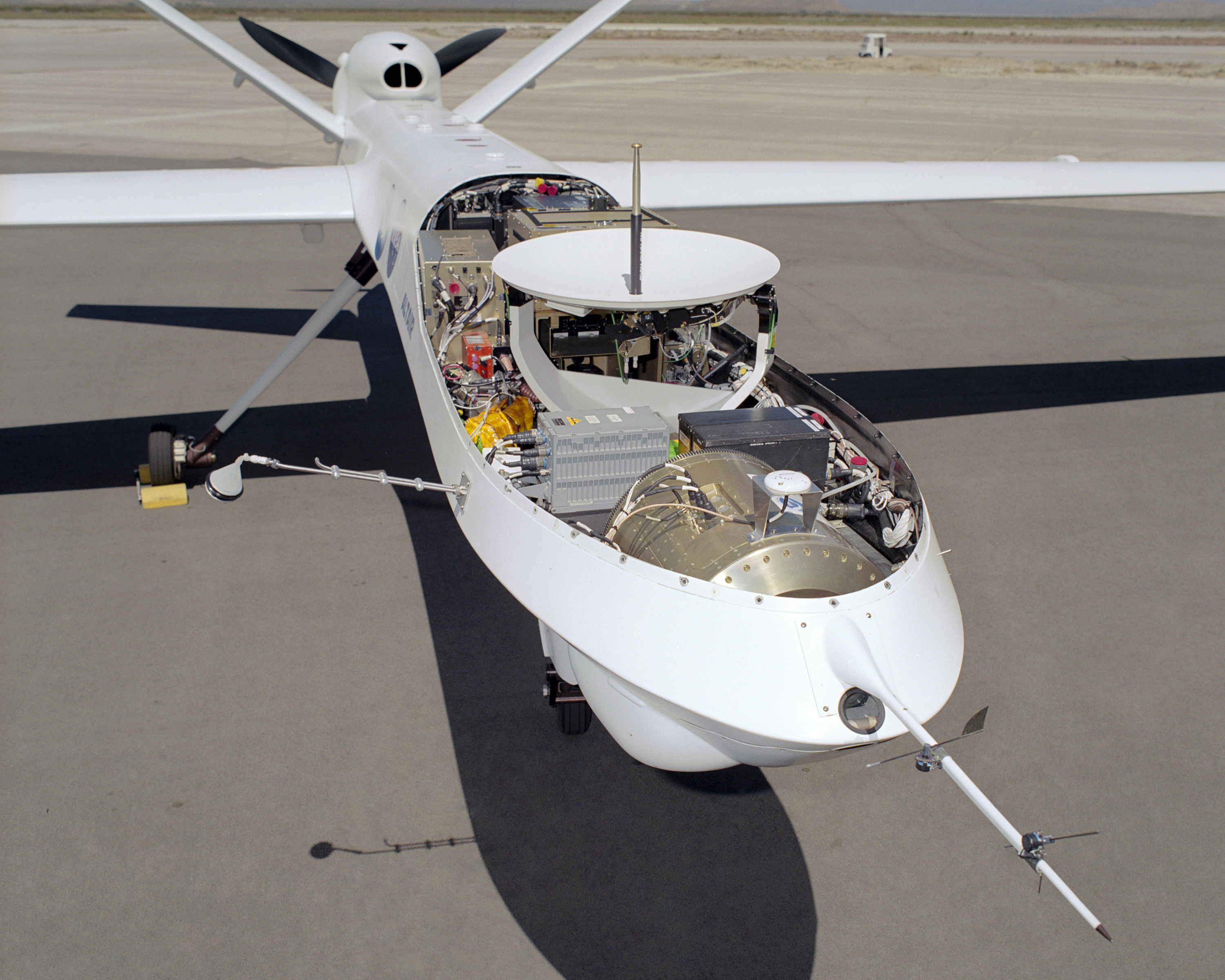
L'antenne satellite d'un drone MQ-9 Reaper.

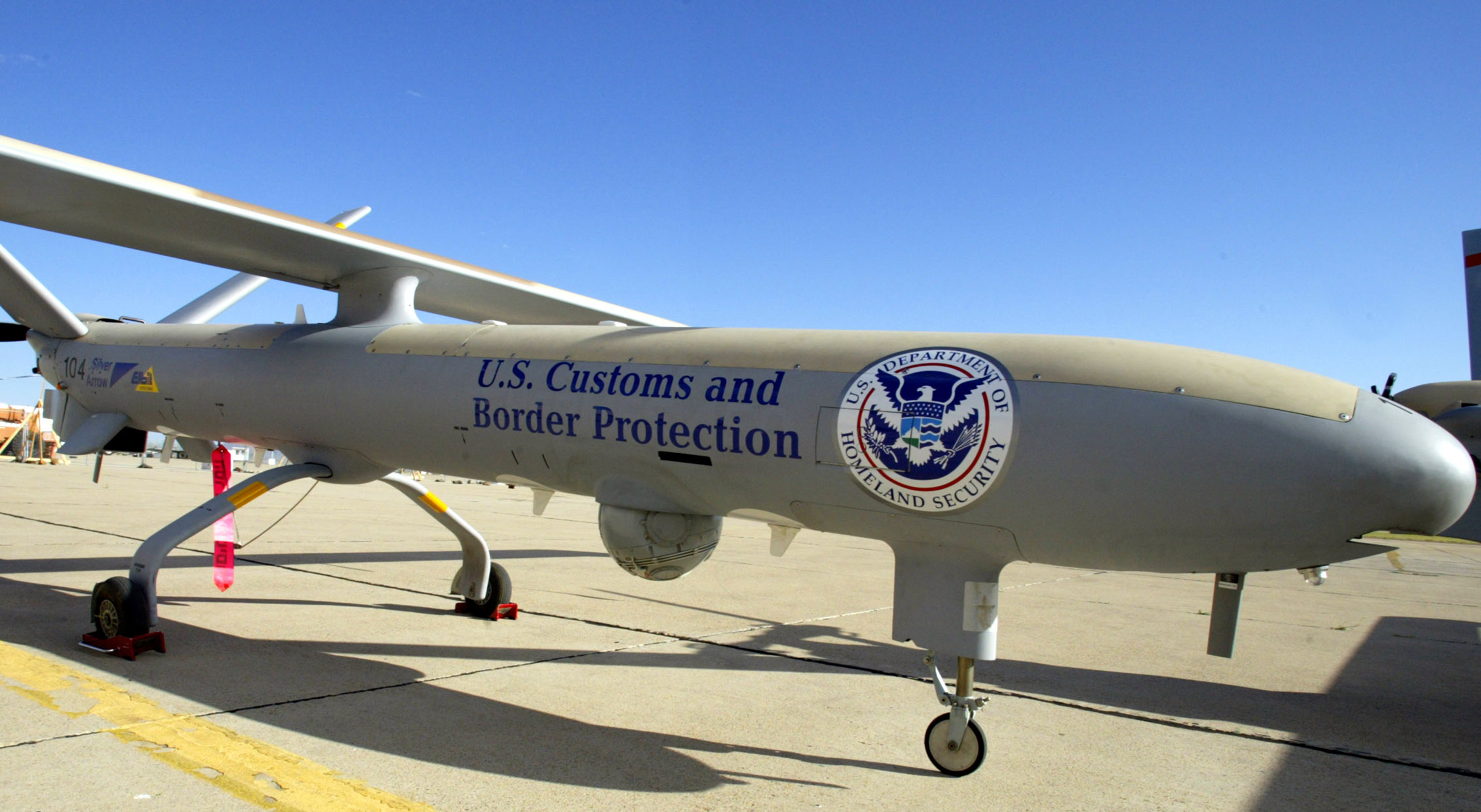
Drone de surveillance du Service des douanes et de la protection des frontières des États-Unis.

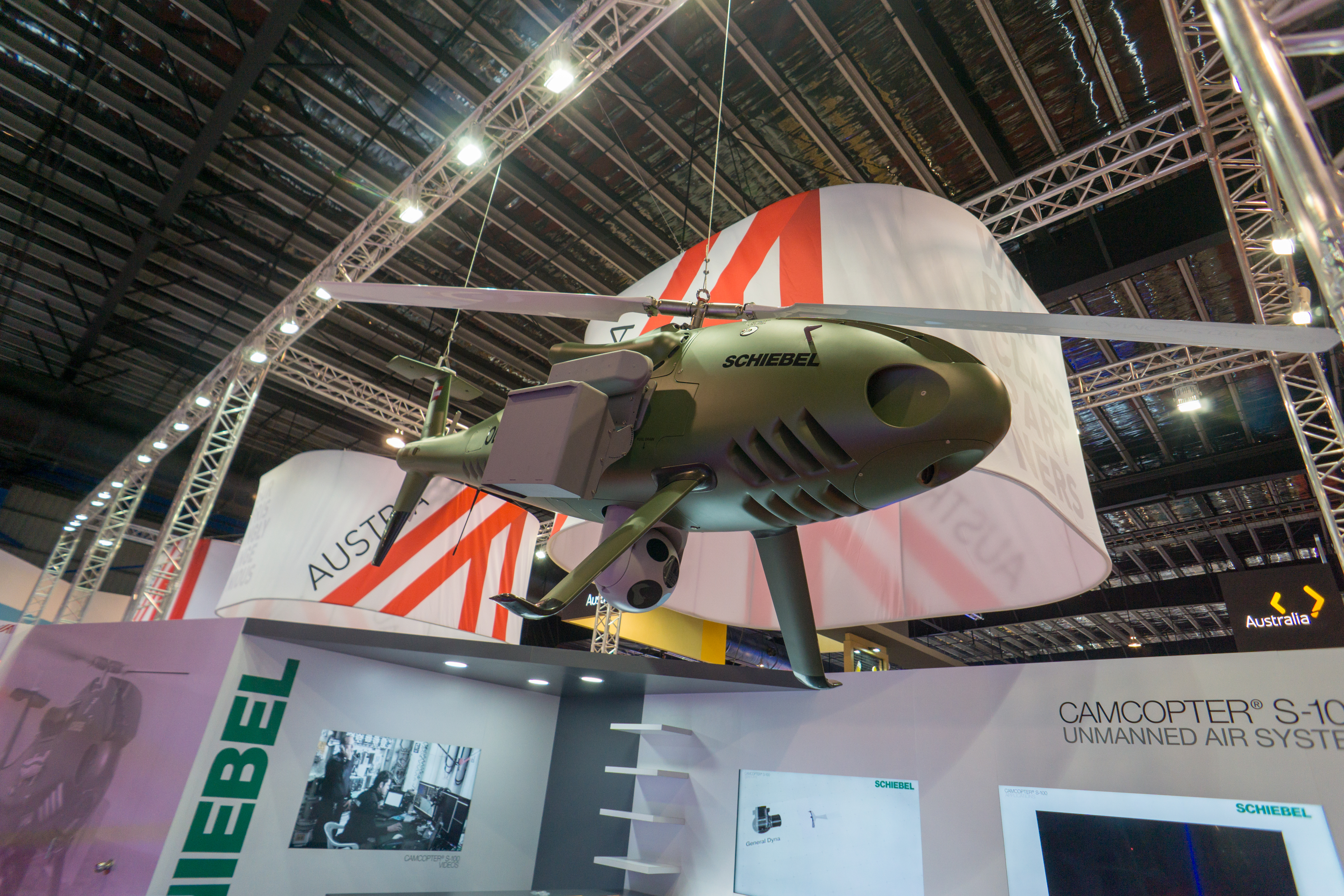
Drone hélicoptère Camcopter S-100 en version drone de transport avec charge additionnelle latérale et boule optronique de reconnaissance aérienne.

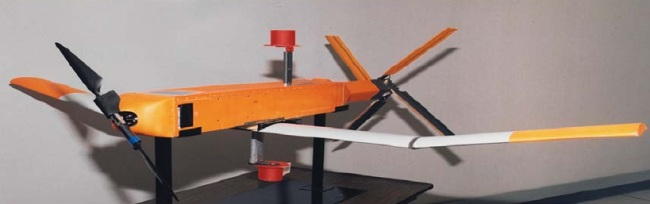
Drone leurre radar Flyrt lancé depuis le Mark 36 SRBOC.

Le terme anglais « drone » désigne d'abord — et surtout — un avion cible ou un drone cible. Un aérodyne automatisé et son système de mise en œuvre sont aussi appelés UAV (pour « unmanned aerial vehicle », soit « véhicule aérien sans humain à bord ») et de plus en plus souvent UAS (pour « unmanned aircraft system », soit « système d'aéronef sans humain à bord »).
L'Organisation de l'aviation civile internationale a, quant à elle, retenu l'appellation « RPAS » (pour « Remotely Piloted Aircraft System », soit « système d'avion piloté à distance »).
L’usage du mot « drone » pour décrire également un véhicule (ou robot terrestre) de surface ou sous-marin, doté d’autonomie, est une particularité française[réf. souhaitée]. La classification américaine des mobiles autonomes sans humain à bord en UAV/UAS (aériens), USV/USS (de surface), UUV/UUS (sous-marins), UGV/UGS (robots terrestres) est la plus couramment utilisée dans le reste du monde[réf. souhaitée].
L'expression « système de drones » tend à s'imposer car le drone fait partie d'un système qui est composé :
- d’un ou plusieurs vecteurs aériens, équipé(s) de capteurs de détection (avec d'éventuels systèmes de détection d'intrus en « environnement incertain »[3]) ;
- d’une ou plusieurs stations de commandement au sol et de recueil des informations issues des détections ;
- de liaisons radioélectriques de données entre le vecteur aérien et la partie au sol.

Le terme « drone » désigne, la plupart du temps, le vecteur aérien équipé. C'est ce vecteur seul qui est « sans humain à bord », le système, lui, fait appel à des êtres humains, en particulier le télé-pilote.

### Catégorisation
La famille des drones militaires est subdivisée en sous-catégories selon la vitesse, le rayon d'action et les fonctions :
- les micro et mini-drones, généralement peu autonomes, qui jouent souvent le rôle de « jumelles déportées »[4], par exemple : pour observer un obstacle en survol ou dans une zone à risque ;
- les drones tactiques, lents ou rapides, à endurance moyenne ou haute, à voilure fixe ou tournante appelés TUAV (pour « Tactical Unmanned Air Vehicle »)[5] ou VTOL (« Vertical Take-Off and Landing »)[4]. Pour l'OTAN un UAV est « un véhicule aérien motorisé, qui ne transporte pas d’opérateur humain, utilise la force aérodynamique pour assurer sa portance, peut voler de façon autonome ou être piloté à distance, être non réutilisable ou récupérable et emporter une charge utile létale ou non létale. Les engins balistiques ou semi balistiques, les missiles de croisière et les projectiles d’artillerie ne sont pas considérés comme des drones »[4] ;
- les drones stratégiques volant à moyenne altitude et de grande endurance appelés MALE (pour « Medium Altitude Long Endurance »)[6] ;
- les drones volant à haute altitude et de grande endurance appelés HALE (pour « High Altitude Long Endurance »)[7] ;
- les drones de combat, encore appelés UCAV (pour « Unmanned Combat Air Vehicle »)[8] ;
- les drones cible servant de cibles pour les avions de chasse et les missiles surface-air ;
- certains drones peuvent emporter des petites charges destinées à être livrées à des combattants sur le champ de bataille, en mode drone de transport
- le drone leurre, servant à tromper et dévier un missile ;
- les drones suicide qui explosent à l'impact ou sur commande ;
- des véhicules automatisés de transport, qui semblent en préparation, y compris pour le transport des personnels[4] et qui pourraient aussi être utilisés pour le sauvetage en mer[4].

Engins volants de taille réduite, moins chers et plus simples à mettre en œuvre qu'un avion (la présence d'un pilote imposant une dimension à un appareil habité, le dispositif d'éjection représentant à lui seul une masse supérieure à celle d'un Predator), ils sont plus discrets et leur perte est moins grave que celle d'un appareil et de son pilote. Ils représentent une alternative pour les pays dont le budget est limité et également pour des terroristes potentiels (étatiques ou non), des contrebandiers ou des trafiquants de stupéfiants.
Leur taille varie de quelques centimètres à plusieurs dizaines de mètres (près de 40 mètres d'envergure pour un Global Hawk). Leur forme également, tout comme leur type de propulsion : certains sont équipés de réacteurs, d'autres d'hélices (tricoptères, quadricoptères, hexacoptères, octocoptères voire multicoptères ; selon le nombre d'hélices), quand d'autres utilisent des rotors (on les dénomme parfois multirotors, tels les quadrirotors), à l'instar des hélicoptères (appelés UAR, pour « Unmanned Aerial Rotorcraft »).

### Applications
Les progrès informatiques et technologiques ont fait de certains drones des plateformes de désignation de cible ou des armes. Ils servent aussi au recueil de renseignements et à la guerre électronique (pour le brouillage ou l'interception des communications). Leurs missions font alors partie de l'ISR (Intelligence, Surveillance et Reconnaissance) ou l'ISTAR (pour « Intelligence, Surveillance, Target Acquisition and Reconnaissance »).
Leurs applications civiles incluent le contrôle du trafic routier ou des foules, la surveillance maritime et environnementale, les opérations de recherche aérienne et de sauvetage, la récolte de données d'intérêt météorologique ou les opérations en environnement difficile, par exemple en zone de risque NRBC (« Nucléaire, Radiologique, Bactériologique et Chimique »), le relais d'informations, la prise de photographies aériennes voire, bientôt, l'acquisition directe de données photogrammétriques,…
Certains sont des démonstrateurs technologiques qui valident à moindre coût, grâce à la réduction d'échelle et donc la quantité de matériaux nécessaires, des formules aérodynamiques ou certains équipements, sans risquer la vie d'un pilote d'essai. Ils permettent aussi d'atteindre les limites d'un appareil en dépassant celles que pourrait supporter un pilote (+9g/-3g maximum), afin d'en confirmer la solidité.
D'autres, les « AAV » (pour « Autonomous Aerial Vehicle ») sont dotés d'une capacité d'autonomie décisionnelle embarquée.
Tout engin peut en être équipé dans la mesure où il n'a pas de pilote embarqué. Les « drones terrestres » (utilisés, notamment, pour l'inspection de véhicules ou d'environnements à risque), marins, sous-marins et même souterrains, répondent ainsi à cette définition sensu lato.

## Classification

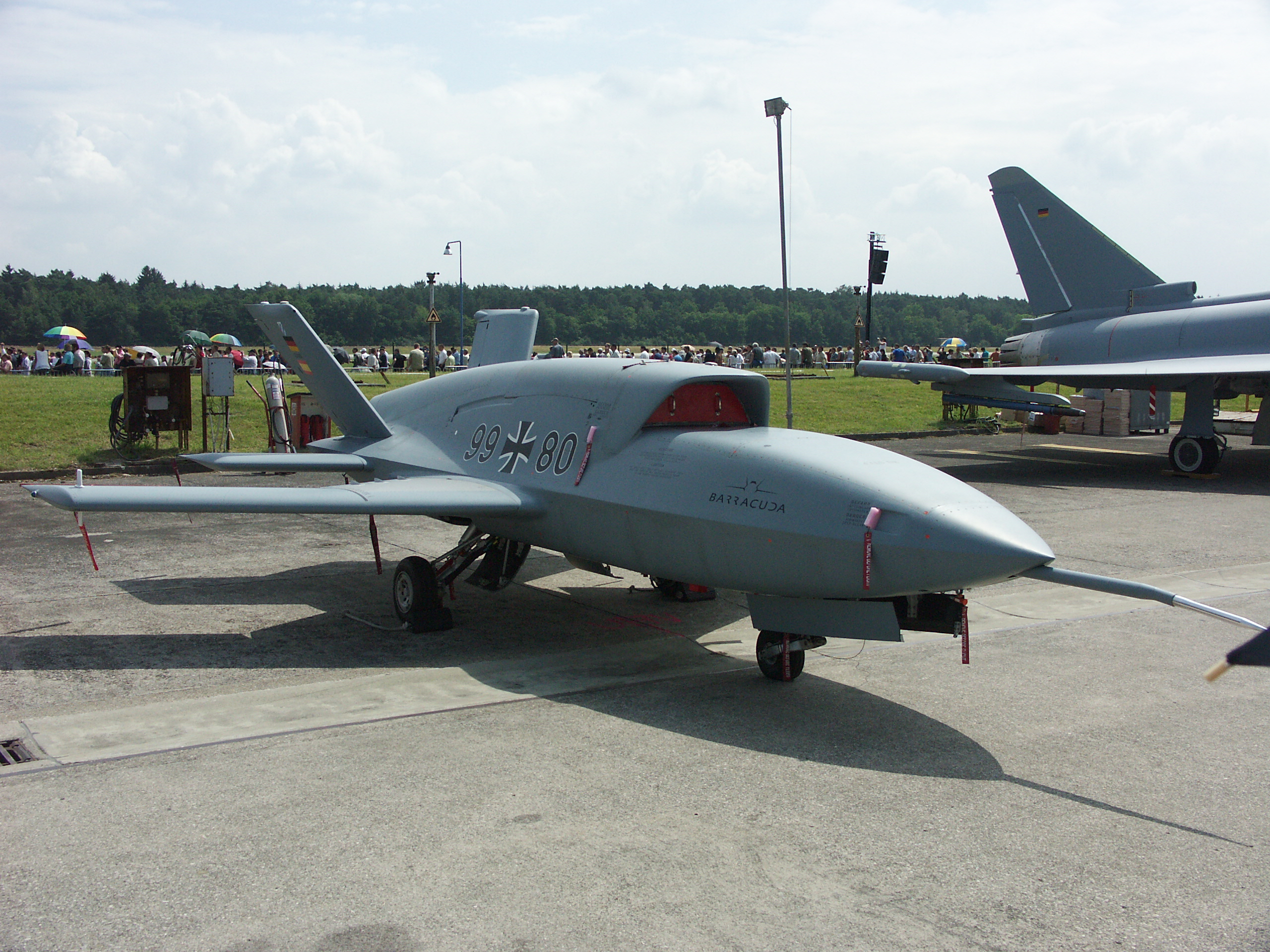
Le Barracuda à Manching.

La classification des drones varie selon le contexte et les pays.
Les drones aériens peuvent être classés selon plusieurs critères :
- L'altitude et l'endurance (drones tactiques, MALE, HALE) :
  - l'altitude considérée est l'altitude de croisière avec les ordres de grandeur suivants : les moyennes altitudes 5 000 m < h < 15 000 m ; les hautes altitudes : h > 20 000 m ;
  - l'endurance est le temps que peut passer l'aéronef en vol. Un ordre de grandeur d'une endurance dite longue est de 20 à 40 h.

La différence entre drone tactique et drone MALE tient avant tout à l'usage que l'on en fait.
- la taille (longueur, envergure, etc.) ;
- la capacité à emporter des armements ou non (drone de reconnaissance, drone de surveillance / drones armés / drones de combat) ;
- le caractère furtif ou non ;
- la capacité à participer à des missions de haute ou basse intensité ;
- la voilure (fixe, tournante ou battante).

Le classement le plus répandu est fondé sur les critères d'altitude et d'endurance, auquel on peut ajouter la catégorie des drones de combat :
| Segment | Exemples                                                                  |
| --- | ------------------------------------------------------------------------- |
| Drones tactiques ou TUAV (Tactical Unmanned Air Vehicule)                                                                            | Bayraktar TB2, RQ-7 Shadow, Sperwer, Hermes, Watchkeeper                  |
| Drones volant à moyenne altitude et de longue endurance (MALE), permettant d'utiliser une charge de mission pouvant atteindre 500 kg | Anka-A, Predator A, Reaper, Harfang, Talarion, Mantis / Telemos, Heron TP |
| Drones volant à haute altitude et de longue endurance (HALE)                                                                         | Anka-A+, Global Hawk, Phantom Eye                                         |
| Drones de combat (UCAV) | Baykar Bayraktar Kızılelma, Anka-B, X45, X47, nEUROn, Taranis, S-70       |

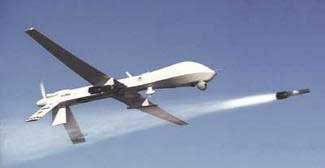
Predator tirant un missile hellfire. En service de 1995 à 2018, il est le symbole de la première génération de drone de combat.

Le segment tactique se décompose lui-même en cinq sous-segments :
- micro-drones (Micro Air Vehicule ou MAV), qui s'apparentent plus à des modèles réduits[20] ;
- drones de très courte portée (TCP)[21] ;
- drones moyenne portée lents (multicharges, multimissions ou MCMM lents) ;
- drones rapides basse altitude (MCMM rapides) ;
- drones maritimes tactiques (DMT)[22].

## Étymologie
En anglais, le mot « drone » désigne le faux bourdon (mâle de l'abeille). Ce nom a été donné par dérision, dans les années 1930 au Royaume-Uni, à des DH.82 « Queen Bee » (la version automatisée) servant d'avions-cibles au De Havilland DH.82 Tiger Moth : leur vol lent et bruyant ressemblait plus à celui du bourdon à la vie éphémère, qu'à celui d'une reine abeille (Queen Bee). Ce nom fut repris par l'armée américaine dès 1941.

## Histoire

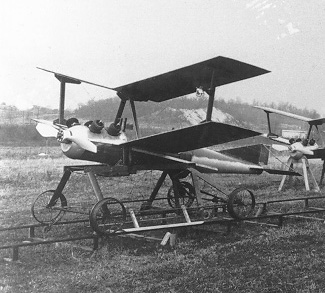
Prototype de drone-torpille vers 1918 (Kettering Bug).

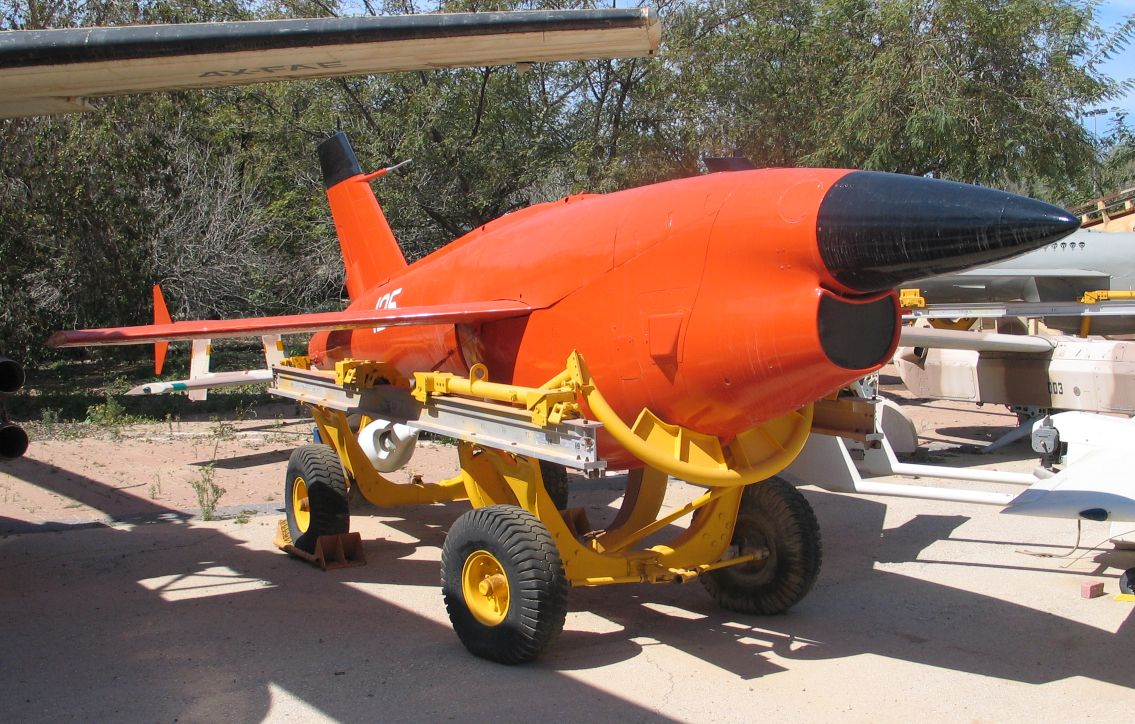
Drone cible américain en.

Le concept naît pendant la Première Guerre mondiale : des prototypes d'avions sans pilote radio-commandés ont ainsi vu le jour, avec des tentatives de « torpilles aériennes » (telles que le Kettering Bug) télécommandées par télégraphie sans fil et embarquant un gyroscope, qui ne furent jamais opérationnelles sur le terrain,. En 1916, au Royaume-Uni, est conçu l’Aerial Target, un projet d'avion-cible, par l'ingénieur Archibald Low. En 1917, aux États-Unis, le projet Hewitt-Sperry automatic airplane des ingénieurs Elmer Ambrose Sperry, Lawrence Sperry et Peter Cooper Hewitt se développe.
En France, le 2 juillet 1917, le pilote Max Boucher fait voler un avion Voisin « sans l'intervention de l'homme » sur 1 km. Au début de l'année 1918, Georges Clemenceau, président de la Commission sénatoriale de l'Armée, lance un projet d'« avions sans pilote ». Le capitaine Boucher améliore son système de pilotage automatique et, le 14 septembre, fait voler pendant 51 min un avion Voisin BN3, sur un parcours de 100 km .

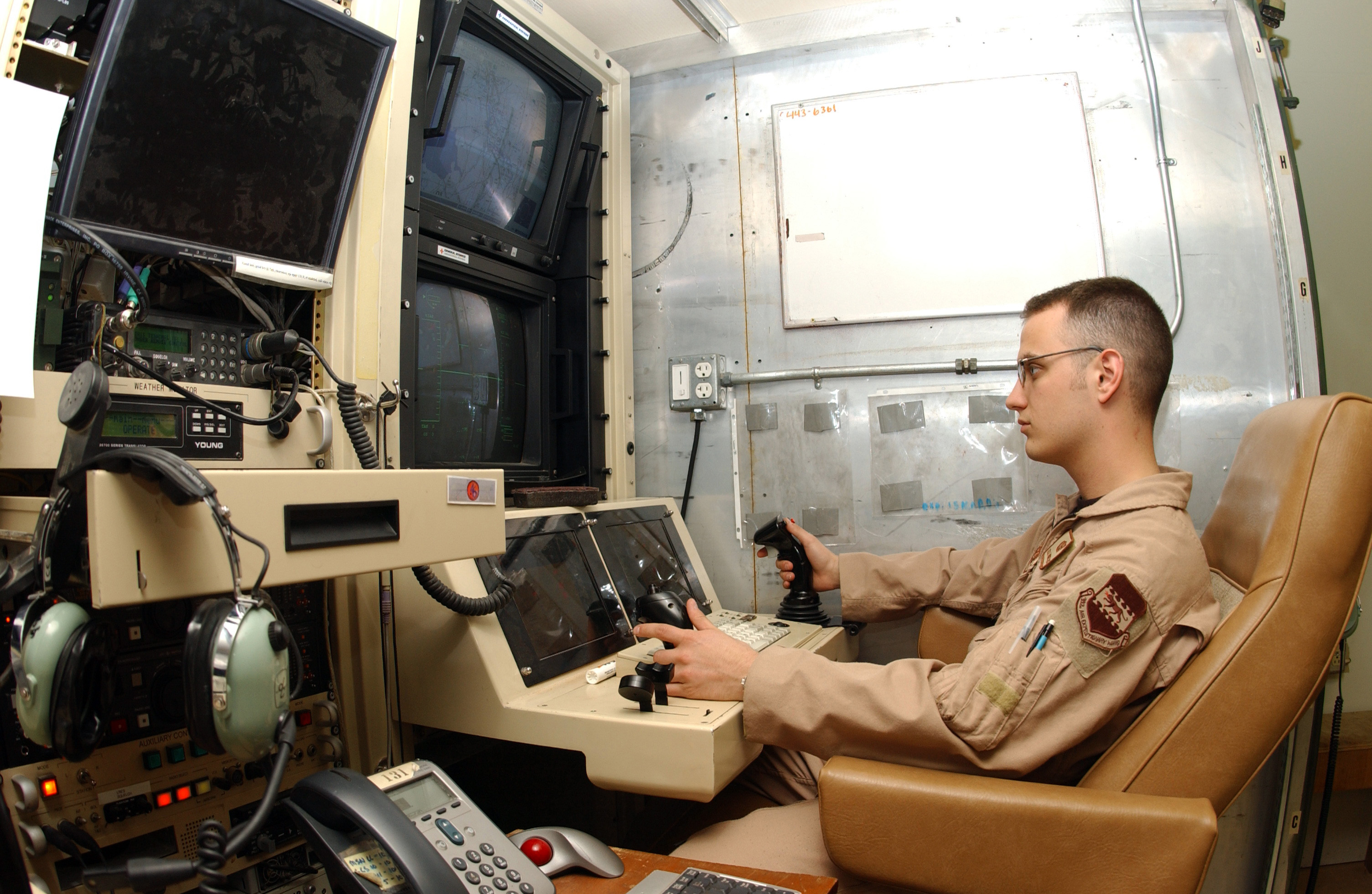
Pilotage d'un Predator depuis une station au sol.

Le premier drone français — stricto sensu — est conçu, réalisé et expérimenté dès 1923 à Étampes, par l'ingénieur Maurice Percheron et le capitaine Max Boucher ; l'Armée française ne trouve pas encore d'intérêt à cette nouvelle technologie,.
Aux Etats-Unis, le journaliste et inventeur Hugo Gernsback propose en 1924 "The Radio Controlled Television Plane" qui permet d'observer et de bombarder les cibles ennemies à partir d'un avion contrôlé via un système de télévision.. Il reviendra à plusieurs reprises sur cette idée dans les différents magazines qu'il édite et l'évoque encore en 1949 dans un article "40 Years of Television".
Des prototypes d’avions-cibles autonomes sont ensuite construits dans les années 1934-1938 au Royaume-Uni et aux États-Unis d’Amérique où le Radioplane OQ-2, qui est d'abord un jouet prenant la forme d'un avion de taille réduite télépiloté, est construit à plusieurs exemplaires avant de susciter l'intérêt de l'armée américaine. En 1941, l'US Navy passe commande d'un nouveau modèle baptisé Target Drone Denny 1 (TDD-1), fabriqué à Los Angeles à plus de mille exemplaires.
L’armée allemande développe à partir de 1938 des recherches sur des vecteurs guidés à distance et prenant la forme de bombes planantes anti-navires, de bombes antichars radioguidées et surtout de véhicules à chenilles filoguidés : en 1943, par exemple, le Goliath, d'après le prototype confisqué à Adolphe Kégresse.

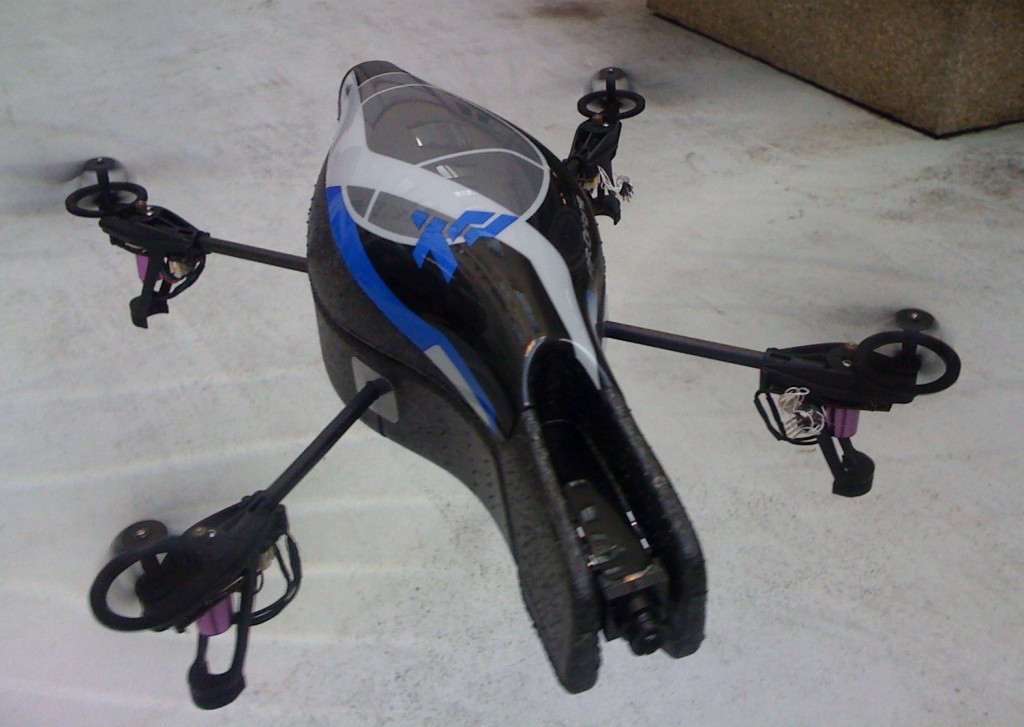
Un AR.Drone en vol.

Les avions sans pilote V1 et le missile V2 allemands de la Seconde Guerre mondiale (1939-1945), n'étant ni guidés à distance, ni capables de navigation autonome (à part la chute finale programmée du V1), ne peuvent être considérés comme des drones, il s'agit d'une bombe volante pour le V1 et d'un missile sol-sol pour le V2. Toutefois, le V1 à aile droite et pulsoréacteur dorsal a servi de modèle à des avions-cibles (« drone » en anglais). Durant cette guerre, les drones stricto sensu ne sont encore que des expérimentations, bien que le Goliath puisse être commandé à distance par fil.

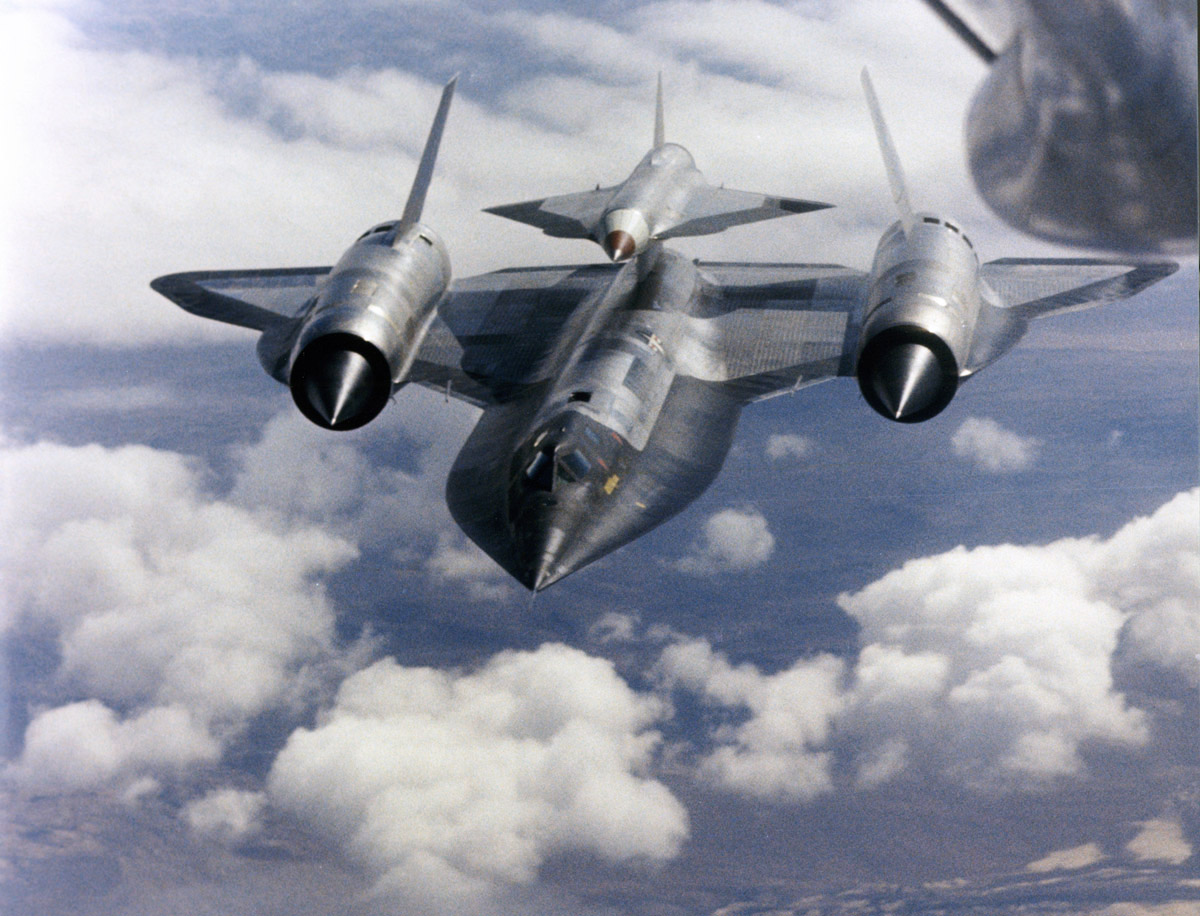
Un drone trisonique Lockheed D-21 porté par un Lockheed A-12 Oxcart dans les années 1960. Ce programme ultra-secret n'a pas réussi à remplir ses missions.

Le grand essor des drones date de la guerre de Corée et de celle du Viêt Nam. À cette époque de la guerre froide, le drone est développé de façon confidentielle par les États-Unis d’Amérique comme un moyen de supériorité stratégique et de rupture capacitaire devant permettre la surveillance et l’intervention militaire chez l’ennemi sans courir les risques humains que l’opinion ne supporte pas. Il est notamment utilisé pour larguer des tracts dans le cadre de la guerre psychologique. Cette supériorité est acquise au travers de l’innovation technologique, surtout dans les domaines de l’automatique et des transmissions.
Les transferts vers Israël de certains systèmes ont permis à ce pays de développer de façon pragmatique une collection de drones à vocation tactique à courte et moyenne portées et à transmissions directes de données.
Les programmes de recherche et de fabrication de drones s'intensifient pendant la guerre froide, l'incident de l'U-2 révélant la nécessité de développer des avions sans pilote. Pour limiter les coûts de tests en soufflerie et d'essais en vol, de nombreux projets s'appuient sur les progrès de la modélisation aérodynamique poussée (et sur la modélisation du comportement et de la réactivité du drone), mais l'absence de pilote à bord pose de nouveaux problèmes lors des essais en vol.
Dans les années 1990, la doctrine de la guerre « zéro mort » conduit à développer des projets de drones armés à travers le monde. La toute première utilisation de ceux-ci aurait eu lieu durant la guerre Iran-Irak pour de toutes autres raisons. L'Iran aurait équipé le drone Ghods Mohajer, initialement conçu pour la reconnaissance, de six roquettes RPG-7,.
Dans les années 2000, le drone est utilisé dans de nombreux conflits et opérations de maintien de la paix, comme au Kosovo (1999) ou au Tchad, lors des attaques aériennes américaines au Pakistan ou contre la piraterie maritime, par les Américains qui l'ont introduit en 2009.
En juin 2014, les États-Unis autorisent le premier vol d'un drone à usage commercial, avec l'envoi d'un appareil en Alaska.
Le marché du drone de combat est en pleine expansion, son chiffre d'affaires étant passé de 62 millions d'euros en 2012 à une estimation de 288 millions d'euros en 2015. Certaines estimations prévoient un marché de 38,7 milliards de dollars pour la période 2020-2029. En 2016, les autorités néerlandaises annoncent avoir dressé des aigles et les avoir postés aux alentours de sites sensibles (installations militaires, centrales nucléaires) pour que ces derniers attrapent des drones volant au-dessus du périmètre interdit et les rapportent au sol. Par ailleurs, l'université technique d'Eindhoven a annoncé avoir développé un drone serveur capable d'apporter des boissons aux terrasses de cafés, le projet étant en cours de test dans des conditions réelles.

## Caractéristiques

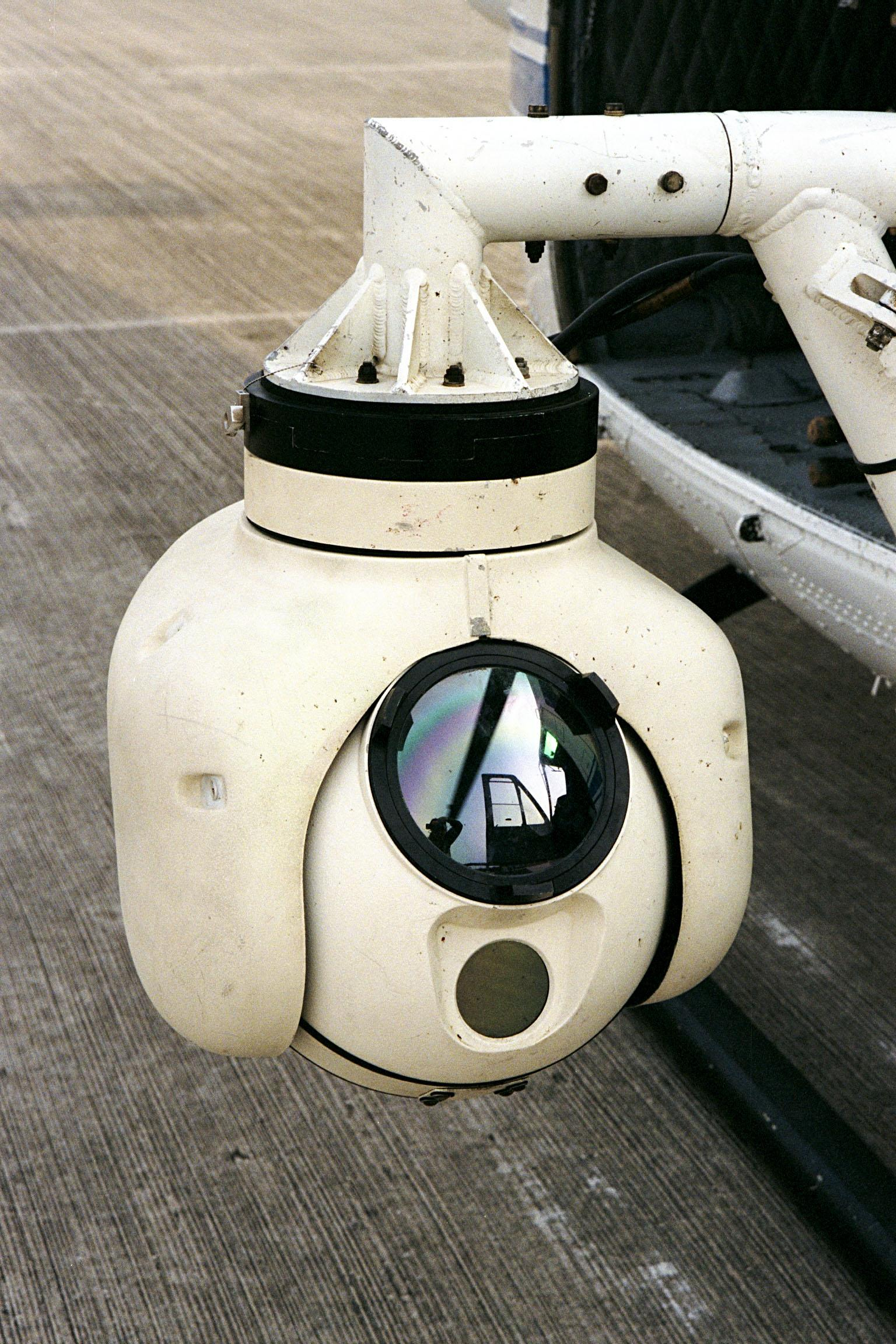
L'œil électronique d'un drone.

Les drones peuvent emporter :
- une caméra, capable de retransmettre en temps réel ce qui se passe sur le terrain ;
- une caméra infrarouge, détectant la chaleur (humaine, animale, d'un feu, d'un moteur, etc.) ;
- un gyroscope permettant de stabiliser les mouvements du drone, améliorant le suivi d'une cible[41] ou la qualité d'une image ;
- la possibilité de former un essaim de drones à intelligence collective, pour des applications civiles ou militaires.

Les drones « observent » de quatre manières différentes : direct (visuelle), radar, infrarouge, radioélectrique et électro-optique ; ils peuvent garder une trace photographique ou/et vidéo.

### Transport
Les drones peuvent se mouvoir avec une charge plus ou moins importante à bord (selon la puissance et la configuration du drone). La charge est souvent fixée dans des soutes internes.
Certaines entreprises comme Amazon, UPS, Allship ou La Poste en France, envisagent la livraison de leurs clients à l'aide de drones,. En décembre 2013, DHL a testé avec succès la livraison d'un paquet d'une rive à l'autre du Rhin, à Bonn à l'aide d'un md4-1000 de la société Microdrones,. Les Émirats arabes unis ont conçu un drone destiné à la livraison de documents et de colis officiels.
En France, pour La poste, la livraison par drone présente un intérêt spécial en zone montagneuse. Elle gère une ligne commerciale hebdomadaire sur 15 km entre Saint-Maximin-la-Sainte-Baume et Pourrières, depuis décembre 2016.
En 2018, le Japon réunit dix entreprises telles qu'Airbus, Boeing et Uber pour accélérer le développement de drones taxis volants.

### Recherche scientifique
Les drones peuvent explorer, pénétrer, longer ou survoler des zones dangereuses ou simplement peu accessibles à l'homme (par ex. : falaises, canyons, façades, canopée, surface de l'eau, cratères volcaniques, etc.). La National Oceanic and Atmospheric Administration (NOAA) utilise ainsi, depuis 2006, une aérosonde comme chasseur d’ouragan. Les drones sont de plus en plus utilisés pour la cartographie ou l'observation des habitats et de certaines espèces. Des enregistrements de chants d'oiseaux faits par des drones s'avèrent aussi bien faits que par des ornithologues expérimentés. En 2017, un record d'altitude (4 900 m) a été publié pour un drone hexacoptère ultra-léger à six rotors, destiné à cartographier les glaciers tropicaux plus précisément qu'avec les caméras des satellites, afin de mesurer leurs réactions au changement climatique.
Certains auteurs invitent cependant à bien prendre en compte les aspects éthiques des outils de télédétection ou les risques de détournement (à fins de braconnages notamment), même si les drones, entre autres moyens, commencent à servir dans le cadre de la lutte anti-braconnage.

## Endurance et furtivité
Les drones n'étant pas limités par les capacités physiologiques d'un équipage humain ou d'un pilote, ils le sont néanmoins par l'approvisionnement en énergie. Actuellement, les modèles « longue endurance » ont une autonomie pouvant aller jusqu'à plus de 40 heures. Les drones solaire-électrique doivent idéalement être et rester légers (structure en matériaux composites en général), mais ont un potentiel pratiquement illimité de vol (concept de vol perpétuel, initialement défendu par AstroFlight Sunrise en 1974 et beaucoup plus tard par Aerovironment Helios Prototype, pouvant évoluer vers un concept de pseudo-satellite), mais une attention est à porter au vieillissement des cellules solaires embarquées.
Aux États-Unis, un projet, baptisé Vulture (Vautour) vise à créer un drone ayant une autonomie d'environ cinq ans, ce qui implique une grande résistance des pièces mécaniques.
| Drone                    | Temps      | Date | Description                                                                               |
| ------------------------ | ---------- | ---- | ----------------------------------------------------------------------------------------- |
| MQ-1 Predator            | 45 heures  |      | Drone de reconnaissance et d'attaque                                                      |
| RQ-4 Global Hawk         | 36 heures  | 2001 | L'un des rares drones de la classe « HALE »                                               |
| RQ-2 Pioneer             | 5 heures   |      | Ce drone peut être récupéré au moyen d'un filet (navire) ou par un atterrissage classique |
| Thales Watchkeeper WK450 | +16 heures |      | Drone tactique utilisé par l'armée britannique                                            |
| RQ-7 Shadow              | 4 heures   |      | Utilisé par l'US Army et l'US Marine Corps                                                |
| RQ-11 Raven              | 80 minutes |      | Le drone Raven est lancé à la main                                                        |
| MQ-8 Fire Scout          | 6 heures+  |      | Hélicoptère de reconnaissance entièrement automatique conçu par Northrop Grumman          |
| K-Max UAS                | ?          |      | Drone logistique conçu par Kaman et Lockheed-Martin                                       |

L'exemple le plus connu de HALE est le Global Hawk américain, de Northrop Grumman, qui, en avril 2001, a volé depuis la Californie jusqu'en Australie. Peu après, en octobre 2003, dans le cadre de l'initiative allemande Euro Hawk et en coopération avec EADS, un drone du même type a effectué un vol transatlantique, depuis la Californie jusqu'au nord de l'Allemagne, afin d'effectuer des vols de démonstration à partir de ce pays.
La durée de vie d'un drone militaire est améliorée par sa furtivité, sa capacité à se déplacer et opérer à haute altitude enfin, éventuellement, par des moyens de réponse aux défenses anti-aériennes (ADA), qui impliquent de coûteux capteurs, leurres, capacité de tir ou d'évitement,, etc.

## Transfert de technologie
Un transfert de technologie involontaire peut avoir lieu dans le cas de la capture de drones par l'ennemi.
L'Iran a capturé un RQ-170 Sentinel américain en décembre 2011 et affirme avoir réussi à faire de la rétro-ingénierie sur ce dernier. Des pays tels que la Chine ou la Russie auraient approché l'Iran pour obtenir des informations sur l'appareil,.

## Utilisation

### Aux États-Unis

#### Forces armées

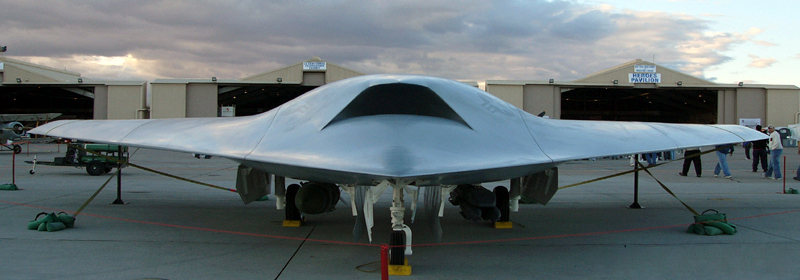
Le X-45.

Les forces armées des États-Unis disposent depuis les années 1990 de la plus grande flotte de drones en service. Leur nombre et leurs rôles vont croissant, complétant ou remplaçant les avions pilotés qui ont vu leur nombre décroître depuis les années 1980 à la suite de l'explosion des coûts des appareils modernes et plus performants.
En janvier 2010, l'inventaire est de 6 819 drones de tout type, dont environ 200 appareils de haute altitude HALE (Predator, Reaper, Global Hawk, etc.) et les états-majors réclament 800 drones à haute altitude pour l'avenir.
L'US Navy consacrera par exemple à ces drones un budget de 2 milliards de dollars pour la période 2013-2015 ; ce budget pourrait être porté à 7 milliards en 2020.
D'après The Guardian, les frappes de drones sont particulièrement meurtrières pour les civils. Pour 41 dirigeants islamistes ciblés par des drones américains, au moins 1 147 civils ont été tués, dont des dizaines d'enfants.
Le New York Times quant à lui, indique dans une enquête publiée en 2021, que le nombre de civils tués depuis 2014 par les drones américains est très supérieur aux 1 417 victimes officiellement reconnues par l'armée, le quotidien faisant état de milliers de morts, dont beaucoup d'enfants.

#### Services de renseignement
Une étude menée par Amnesty International accuse les États-Unis d'utiliser les drones de façon totalement clandestine, sous le couvert de la CIA, pour effectuer des exécutions extra-judiciaires au niveau international. Ce qui est considéré comme une violation du droit international et ne permet pas aux victimes de réclamer des indemnités aux États-Unis. Des cas de femmes âgées travaillant aux champs et d'enfants ou d'ouvriers en plein travail tués sur leur chantier ont été rapportés par Amnesty.
Le meurtre de la faible proportion de personnes actives dans la lutte armée et tués par les drones est également un crime de guerre selon les règles internationales, lesquelles ne permettent de tuer un adversaire militaire que si ce dernier est une menace directe ou qu'il participe activement à un affrontement.
Le 21 novembre 2013, le Pakistan, allié des États-Unis, condamne également la violation de son territoire en vertu des règles internationales et réclame que cessent ces attaques en raison du nombre de civils innocents tués lorsqu'elles sont menées. Cette attaque s'est produite au lendemain de l'engagement par les États-Unis, auprès de Nawaz Sharif, premier ministre, de ne pas utiliser les drones sur le territoire pakistanais ; mais depuis septembre 2015, ce pays utilise lui-même des drones de combat lors de l'insurrection islamiste au Pakistan

#### Sécurité intérieure
En juin 2013, le FBI reconnaît utiliser des drones de surveillance sur le territoire américain. Dianne Feinstein, présidente de la commission du renseignement au Sénat, estime le 18 juin 2013 que « la plus grande menace sur la vie privée des Américains était les drones […] et les réglementations très faibles qui existent aujourd'hui sur eux » et, par ailleurs, le Congrès impose que l'espace aérien américain soit ouvert aux drones « d'ici octobre 2015 ».
L'usage de drones aux fins de sécurité intérieure aux États-Unis, après un usage militaire en territoire étranger, est anticipé en 1973 par un groupe de scientifiques, pacifistes militants et publié dans une revue nommée Science for the People.

#### Drones offensifs et sûreté aérienne
Comme chaque innovation technologique, le drone peut être détourné de son utilisation initiale pour une utilisation criminelle. Les spécialistes de la sûreté aérienne travaillent déjà sur plusieurs hypothèses, notamment concernant les drones furtifs à voilures tournantes qui pourraient transporter ou déposer une charge explosive sur une cible. La menace est considérée comme réaliste en ce qui concerne des structures légères ou des rassemblements. Une des parades imaginée par les autorités américaines est la mise en place de dispositifs de neutralisation antiaériens, comme des lasers à forte puissance qui, pointés sur le drone, feraient fondre ses dispositifs électroniques de vol. Des « fusils anti-drone » — capables de désactiver ces appareils jusqu’à une distance de 2 km grâce à un signal de brouillage d’une fréquence comprise entre 2,4 et 5,8 GHz — sont expérimentés en 2016. Des rapaces sont entraînés pour intercepter des drones de petites tailles. En France, l'usage d'armes à canon lisse, autorisée par le ministre de l'intérieur Bernard Cazeneuve, risque de ne pas être très efficace.
Pour ces raisons, certains lieux, comme les agglomérations, sont interdits de survol par les drones, notamment en France.

#### Recherche et sauvetage
Les drones pourraient bientôt jouer un rôle accru dans la recherche et le sauvetage aux États-Unis. Cela est démontré par le succès de leur utilisation au cours de l’année 2008 lors des ouragans qui ont frappé la Louisiane et le Texas.
Des drones sous-marins pourraient être utiles au lent et patient travail de déminage.
Récemment, en mai 2019, un drone effectue une livraison d'un rein dans le Maryland, afin de permettre une greffe.

#### Monitoring de la radioactivité post-accident nucléaire
En 2020/2021, dans le cadre du plan d'action de l'IAEA pour la sécurité nucléaire, un drone a été mis au point avec le soutien de l'AIEA par le NSIL (Nuclear Science and Instrumentation Laboratory) et utilisé dans la région de Fukushima pour la surveillance et la cartographie (en 3D) de la radioactivité au sol.

### En Allemagne

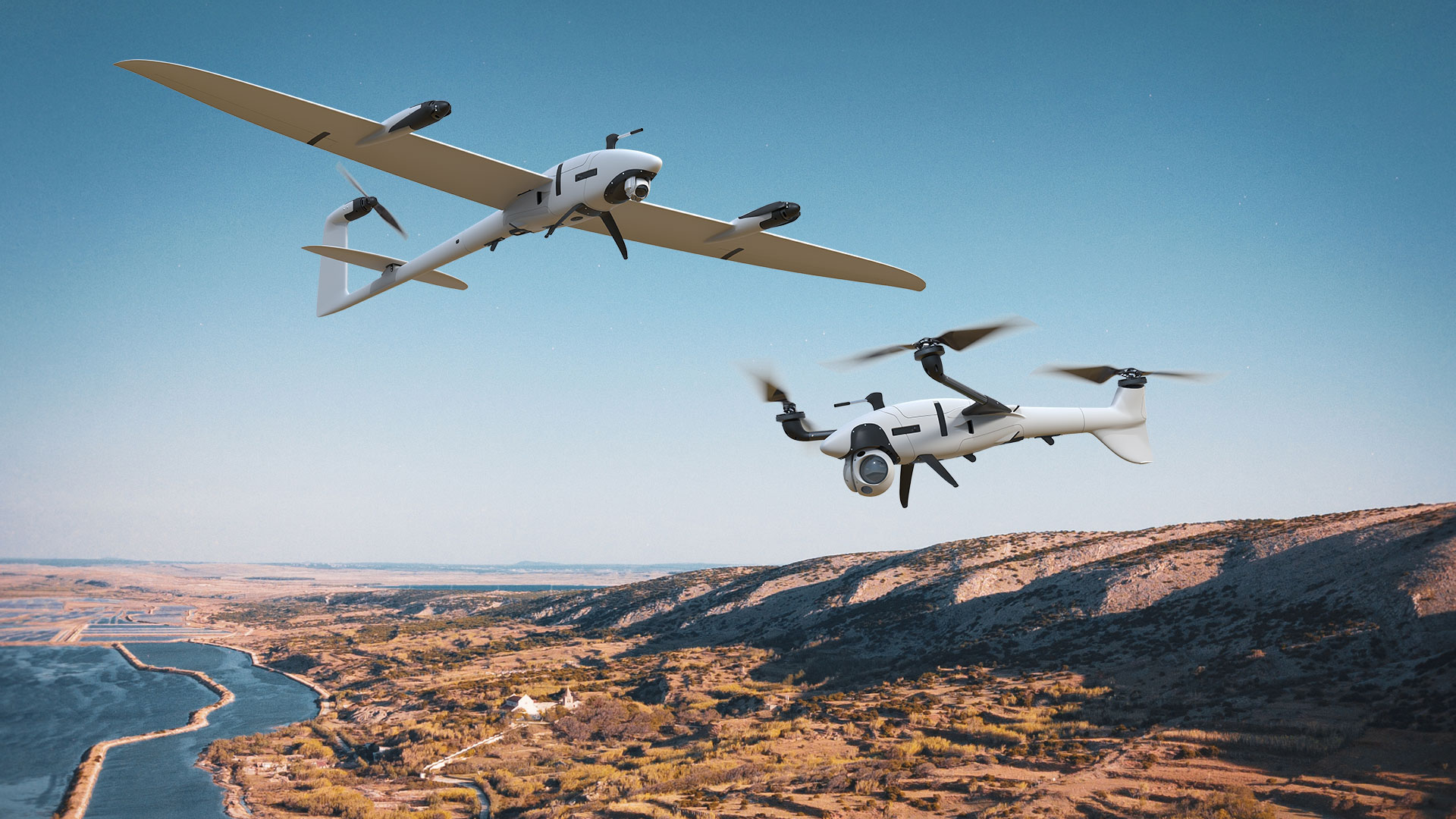
Quantum-Systems, un drone Vector.

En Allemagne, le ministre de l'Intérieur de Basse-Saxe, Uwe Schünemann (CDU) est le premier à faire appel à un drone pour des opérations de police ; en l'espèce, pour surveiller des manifestants s'opposant au transport d'un convoi de déchets radioactifs vers le site de Gorleben.

### En France

#### Armée française

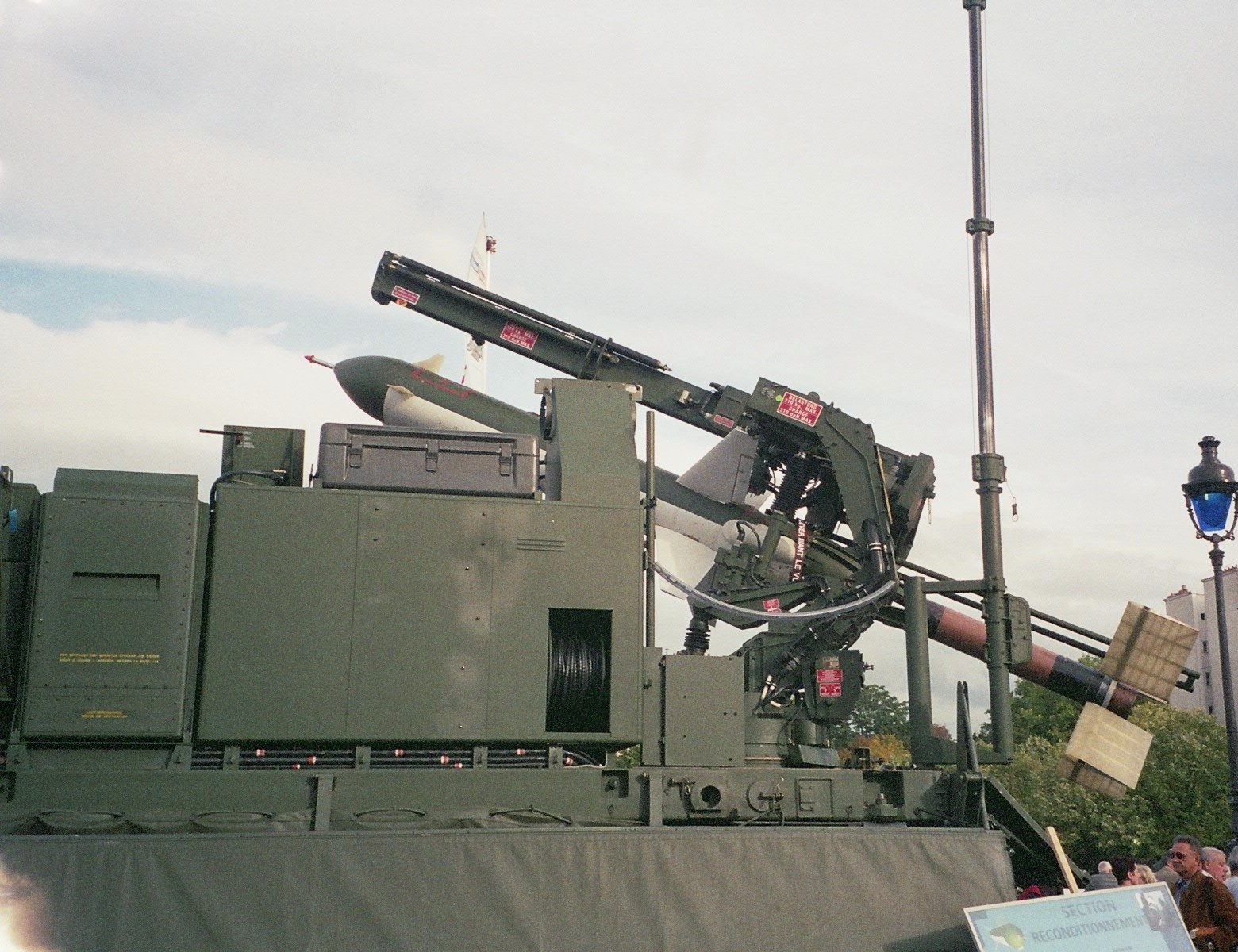
Un Canadair CL-289 tactique de l'armée de terre française en service de 1993 à 2010.

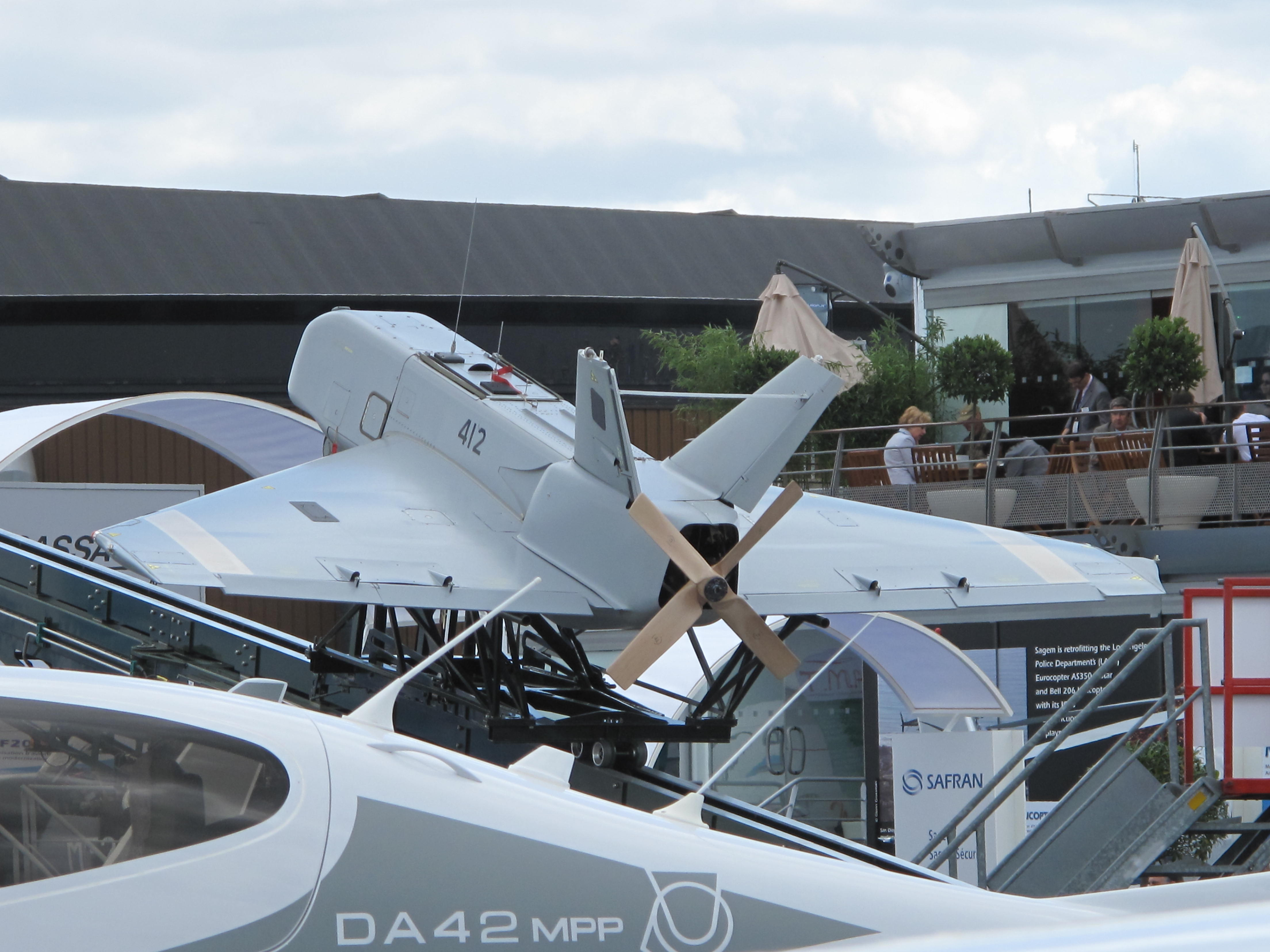
Le Sperwer conçu par Sagem Défense Sécurité.

L'armée de l'air française commence à utiliser des avions dronisés comme cibles volantes à partir de la fin des années 1950, le premier vol d'essai avec un Vampire 1 a lieu le 12 octobre 1957. En 1995, elle choisit le IAI RQ-5 Hunter à courte portée, pour se familiariser avec les drones de renseignement. Elle déploie quatre exemplaires de ces derniers au Kosovo, en octobre 2001, au sein de l’escadron d’expérimentation drone, l’EED-1/330 « Adour », nouvellement créé. Ils sont retirés du service en 2004.
À partir de 2008, l'armée de l'air française met en service quatre drones militaires EADS Harfang Moyenne Altitude Longue Endurance (MALE), pour les renseignements, au sein de l'escadron d'expérimentation de drones 1/330 « Adour » à Mont-de-Marsan (Landes) ; cette unité dépendait du Centre d'expériences aériennes militaires (CEAM) et dépend aujourd'hui du Commandement des Forces aériennes. Elle a été rebaptisée Escadron de drones 1/33 Belfort en septembre 2010. L'expérimentation s'est déroulée en 2008-2009 et a suivi quatre phases. Dans un premier temps, il est prévu de familiariser l'escadron avec la plate-forme puis d'habituer les opérateurs aux capteurs, ensuite de diffuser le renseignement C4ISR et enfin transférer les flux d'information aux forces terrestres.
Trois Harfang sont déployés à Begrâm en Afghanistan à partir du 3 février 2009 (1er vol le 18 février), servis par 25 personnes. Un de ces appareils a été rapatrié à la suite d'un incident début avril 2009. Le 4 mars 2010, le Harfang doté du système Rover permettant la retransmission en temps réel sur le terrain de ses images, effectue son premier vol au-dessus de l'Afghanistan. À la mi-février 2012, les deux Harfang présents en Afghanistan sont rapatriés après avoir effectué plus de 500 missions et 5 000 heures de vol sur ce théâtre d'opérations.
Quatre plans sont alors en cours de traitement pour acquérir de nouveaux appareils pour l'armée de l'air (notamment le projet de Dassault Aviation : le nEUROn). En 2013, la loi de programmation militaire prévoit un total de douze drones MALE d'ici 2019, deux MQ-9 Reaper américains sont acquis à la fin de l'année, les industriels français n'étant pas arrivés à mettre en service à temps un appareil équivalent.
L'armée de terre française commence à expérimenter des drones légers, nommés jusqu'aux années 1980 « missiles de reconnaissance », pour l'observation d'artillerie dès 1960. Nord-Aviation est chargé de développer un engin de reconnaissance, le R20, dérivé de l’engin-cible subsonique CT20 qui fait l’objet de nombreuses campagnes de 1963 à 1970. Entrant en service en 1966 et construit à 66 exemplaires, il doit fournir des informations de ciblage en temps réel pouvant être retransmises sur le véhicule de commandement pour les régiments de missiles nucléaires Pluton. N'ayant pas obtenu les résultats escomptés, le programme de ce qui est le premier drone de reconnaissance d'Europe est abandonné en 1976. Mais l'arrivée programmée du lance-roquettes multiple M270 pousse la France à s’équiper rapidement d'un engin opérationnel.
En 1981, le 7e régiment, qui est alors l'unique régiment de l'armée de terre produisant du renseignement d'origine image, est doté du missile de surveillance Canadair CL-89. En 1992, ce matériel est valorisé et devient le Canadair CL-289, en service actif de 2010 à 2013. En 1995, il reçoit l'avion léger télépiloté Crécerelle, exploité par le 6e groupe à Phalsbourg, puis à Chaumont. Le 7e Régiment d'Artillerie est dissous le 30 juin 1999, il fait alors partie de la brigade de renseignement et est transféré et recréé sous l'appellation de 61e Régiment d'Artillerie depuis le 1er juillet 1999. Le Crécerelle est retiré en 2004, remplacé, en 2005, par le Système de drone tactique intérimaire. La première utilisation de drones en conflit a lieu lors de l'opération Daguet, lorsqu'une section de drones lents MART (Mini avion de reconnaissance télépiloté), au profit de l’armée de terre française, est détachée en urgence sous le contrôle de la division Daguet ; l'un d'entre-eux sera abattu mais remplira sa mission.
Première utilisatrice de drones au sein des Armées depuis les années 1960, l'Armée de Terre a formé ses propres opérateurs au sein du « Centre d'instruction systèmes d'armes », devenu ensuite « Centre de formation des drones ». Cette école forme aujourd'hui tous les opérateurs de drones tactiques.
En 2015, l'Armée de l'air inaugure un Centre d'excellence drones à Salon-de-Provence. Ce centre a pour mission la formation des opérateurs mini-drones des différents services étatiques et l'innovation à caractère opérationnel.
À partir de 2016, les troupes engagées dans l’opération Barkhane utilisent aussi des micro-drones.

#### Police
La police française est dotée, en 2008, du drone ELSA pour surveiller depuis le ciel des manifestations ou des violences urbaines.
En 2013, le président (PS) de la communauté urbaine de Marseille, Eugène Caselli, a suggéré de faire de l'agglomération phocéenne « un véritable laboratoire contre le crime », en utilisant des drones pour lutter contre l'insécurité. Le 19 septembre 2014, la Préfecture de police de Paris (PP) réalise à Créteil (Val-de-Marne) un test grandeur nature d'utilisation de drones de surveillance, à l'occasion d'une rencontre de Ligue 2 de football ; la perspective étant, à l'Euro 2016, de faire usage des drones comme à la dernière Coupe du monde de football au Brésil en 2014.
Printemps 2017, sur l'A63 entre Bordeaux et Bayonne les premiers contrôles routiers avec les drones sont réalisés par les Forces de l'ordre.
En mai 2020, l'utilisation de drones par la préfecture de police de Paris lors de la pandémie de Covid-19 est considérée comme illégale par la Ligue des droits de l’homme et la Quadrature du Net. Les associations déposent un référé-liberté devant le tribunal administratif de Paris, pour exiger du préfet de police de Paris qu'il « cesse immédiatement de capter des images par drones, de les enregistrer, de les transmettre ou de les exploiter ». Selon les associations, les drones « portent atteinte au respect de la vie privée et à la protection des données personnelles, constituent une pratique « empirique » qui s’est installée hors d’un véritable cadre légal ». Le recours est rejeté par le tribunal administratif et les associations annoncent leur intention de faire appel. Le Conseil d'État ordonne le 18 mai « à l’État de cesser, sans délai, de procéder aux mesures de surveillance par drone », estimant que les prises de vues ont été obtenues en l'absence d'un texte réglementaire préalable.
Fin 2020, Gérald Darmanin, le ministre de l'intérieur fait pression sur la Commission nationale de l'informatique et des libertés (CNIL) pour tenter d'échapper à une sanction prononcée par l'instance, au titre du caractère illégal de la surveillance par drone.
Le 22 décembre 2020, le Conseil d’État, saisi par la Quadrature du Net, a jugé illicite, sans cadre légal préalable d’autorisation, l’utilisation de drones dans le cadre de la surveillance des manifestations par la Préfecture de police de Paris.

#### Utilisation civile
La brigade de sapeurs-pompiers de Paris a testé durant l'été 2009 un drone baptisé « Minirec » permettant de connaître le nombre de personnes prises au piège d'un immeuble en flammes.

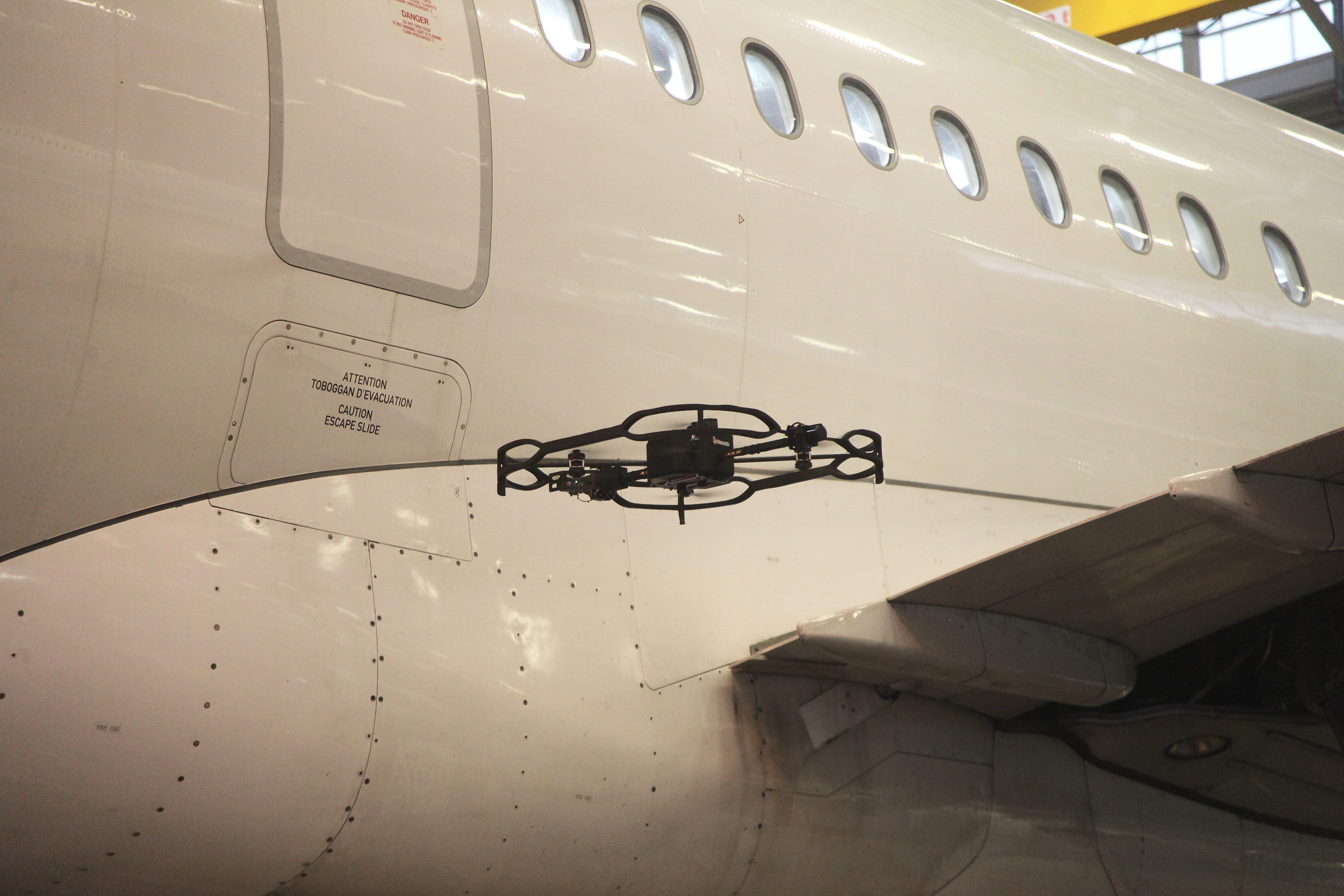
Avec la robotisation de la maintenance aéronautique, des drones automatisés servent à l'inspection, comme ici celui de Donecle.

En mai 2012, deux arrêtés du ministère des Transports réglementent pour la première fois l’utilisation de drones civils dans l’espace aérien. L'utilisation reste cependant restrictive : l'engin doit évoluer de jour, en dehors des zones peuplées, rester à portée de vue du pilote, à une hauteur de moins de 150 mètres du sol, en dehors des zones interdites (périmètre autour des aérodromes, centrales nucléaires…) et ne pas présenter de « risque manifeste de dommage à autrui ». En dehors de ces cas de figure, une autorisation est requise, ; les pilotes de gros drones doivent suivre une formation. Parmi les applications proposées : la détection ou surveillance de zones inondables ou inondées, de l'érosion, d'incendies, de marées noires, la pulvérisation de pesticides agricoles, l'inspection des lignes à haute tension et autres infrastructures électriques, gazières, pétrolières ou de chemin de fer ou encore les repérages pour la construction d'autoroutes, etc.
En mars 2015, des survols illicites de Paris par des drones attirent l'attention des médias, ainsi qu'au-dessus de centrales nucléaires.
En Europe, le Parlement européen a adopté une résolution, le 29 octobre 2015, visant à harmoniser les législations et supprimer le seuil de 150 kg.
En décembre 2016, la Poste se voit autorisée par la DGAC à ouvrir sa première ligne régulière de livraison de colis par drones : quinze kilomètres entre Saint-Maximin-la-Sainte-Baume et Pourrières. La première livraison a lieu le 14 décembre 2016 après deux ans de tests.
En 2017, l'entreprise Reflet du Monde réalise pour la première fois en France du semis par drone pour implanter un couvert d'interculture dans un champ de maïs. La pratique s'étend et plusieurs acteurs proposent progressivement des services par drone dans le secteur agricole. En 2024, Agrodrone est la première entreprise en France à avoir l'autorisation d'utiliser des drones de 100kg pour des applications agricoles comme le semis mais aussi le blanchiment de serres.
En octobre 2024, la première ligne de transport médical est mise en service pour transporter quotidiennement des prélèvements biologiques entre l’hôpital de Verneuil d'Avre et d'Iton et le laboratoire d'analyses médicales de L'Aigle en Normandie. L'opérateur réalise alors cinq trajets par jour pour un trajet de 30 km

#### Carte interactive pour la France métropolitaine
Une carte en ligne est disponible sur Géoportail (voir : Liens externes, au bas de cet article) qui comporte les zones où le pilotage de drone est autorisé ou interdit en France métropolitaine. Elle est basée sur la version en vigueur à compter du 31 décembre 2020, de l'arrêté « Espace » du 3 décembre 2020.

### En Chine

#### Drones militaires
Les forces armées chinoises utilisent massivement des drones de tout types depuis les années 2010 et les industriels de ce pays en exportent avec succès essentiellement en Asie et en Afrique.

#### Drones de transport
En 2018, la société de livraison SF Express participe à, au moins, trois programmes de drone de transport ou drones-cargos de grande capacité, réalisés par des industriels publics et privés chinois :
- AT200, développé avec l'académie chinoise des sciences, il s'agit du plus grand drone cargo du monde, en 2017, avec une « soute » de 10 m3 et une capacité d’emport de 1 500 kg. Il s'agit d'une version dronisé de l'avion utilitaire PAC 750XL néo-zélandais, assemblé à Changzhou par une coentreprise réunissant Pacific Aerospace et Beijing Automotive[115]. Son premier vol de 26 minutes est réalisé le 26 octobre 2017, dans la région de l’aéroport Neifu du Xian de Pucheng (Shaanxi) (province du Shaanxi)[116] ;
- FH-98, développé avec la Société de sciences et technologies aérospatiales de Chine, il s'agit d'une version dronisé d'une capacité de 1 500 kg du biplan Y-5B, version chinoise de l'Antonov An-2. Son premier vol a lieu en octobre 2018[117] ;
- TB001 « Scorpion à double queue » réalisé par la start-up Tengden : un drone de trois tonnes, larguant un container freiné par parachute, pour des fournitures d’urgence. Son premier vol a lieu le 26 septembre 2017[118] et son premier essai de largage le 26 décembre 2017.

### Au Royaume-Uni
En septembre 2020, l'armée britannique présente un nouveau drone de combat, armé, nommé « i9 », capable de voler en intérieur et sous contrôle d'une intelligence artificielle.

### Vols simultanés
Certaines sociétés comme intel et ehang font des vols simultanés de drones avec plus ou moins un millier d'appareils.

## Classification des drones

### Principaux drones par pays
Les drones sont développés et déployés par de nombreux pays dans le monde.

### Autres types de drones

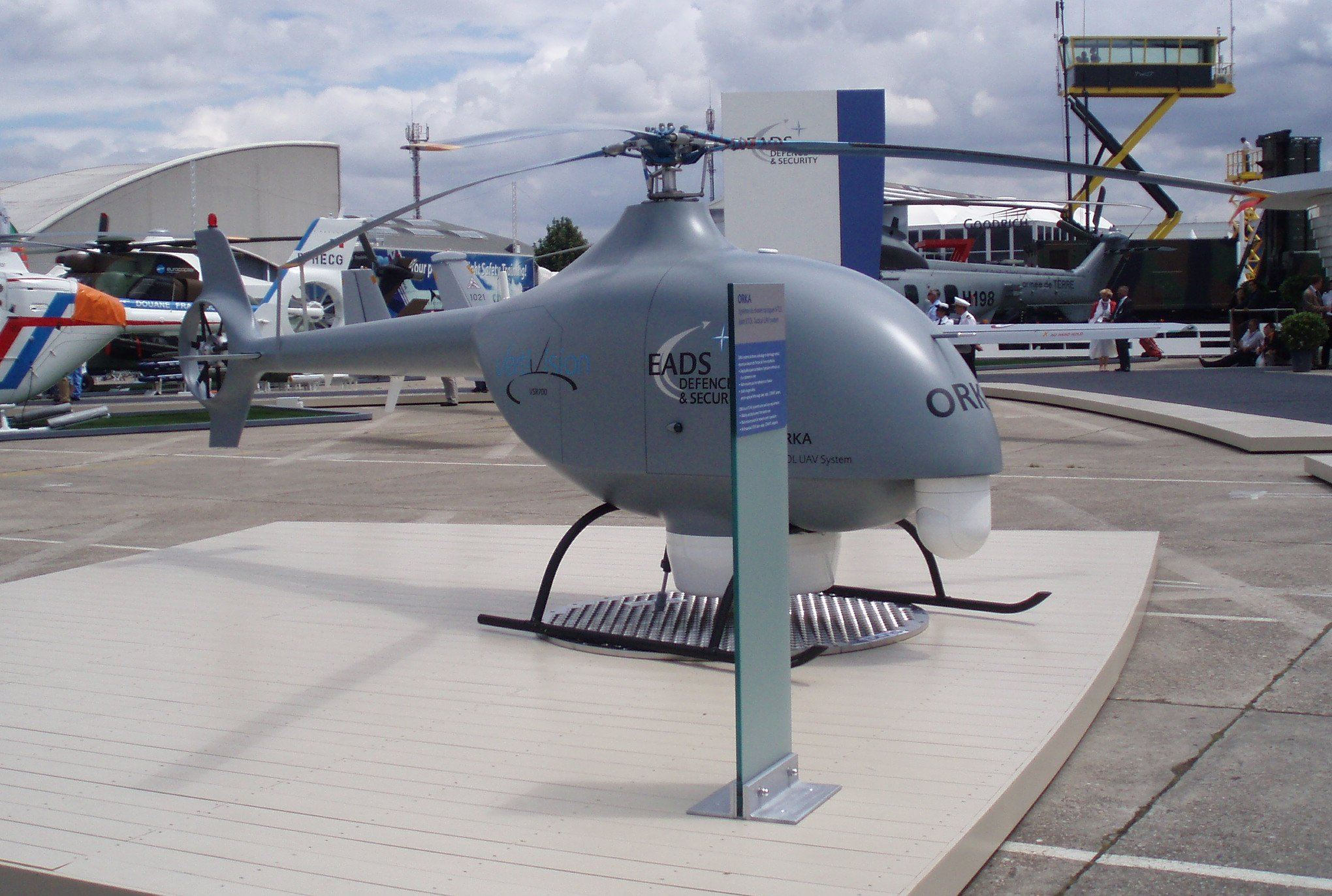
Drone ORKA d'EADS.

- Torpille modifiée en drone sous-marin (UUV : Unmanned Undersea Vehicle)[121]
- Drone pour des prises de vues aériennes[122]
- Drone terrestre (UGV : Unmanned ground Vehicle)[123]
- Drone terrestre de combat (UGCV : Unmanned Ground Combat Vehicle)
- Drone terrestre autonome (AUGV : Autonomous Unmanned Ground Vehicle)
- Drone terrestre miniature (SUGV : Small Unmanned Ground Vehicle)
- Drone naval de surface (USV : Unmanned Surface Vehicle)[124],[125]
- Drone naval de surface autonome (AUSV : Autonomous Unmanned Surface Vehicle)
- Drone hydrographe (HUSC : Hydrographic Unmanned Surface Craft)[126]
- Drone sous-marin autonome à énergie solaire (SAUV : Solar-powered Autonomous Underwater)[127]
- Drone sous-marin autonome (AUV : Autonomous Underwater Vehicle)[128]
- Drone sous-marin (UUV : Unmanned underwater vehicle (en))
- Micro sous-marin (MUV : Micro-Underwater Vehicle)
- Drone de détection de produits nucléaires, radiologiques et chimiques (NRC). En 2007, le concepteur d'un engin de ce type, le pompier Luc Brohan, a obtenu un prix du Concours Lépine pour son invention[129].

#### Drones exclusivement civils

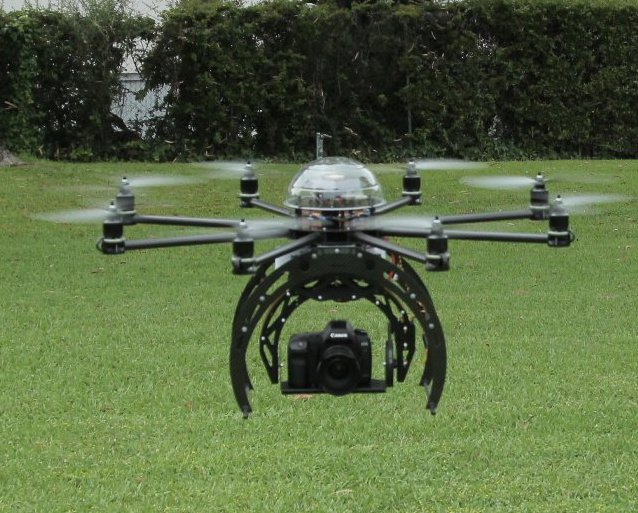
Drone pour prise de vues aériennes.

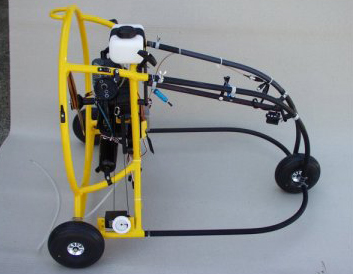
Drone Pixy.

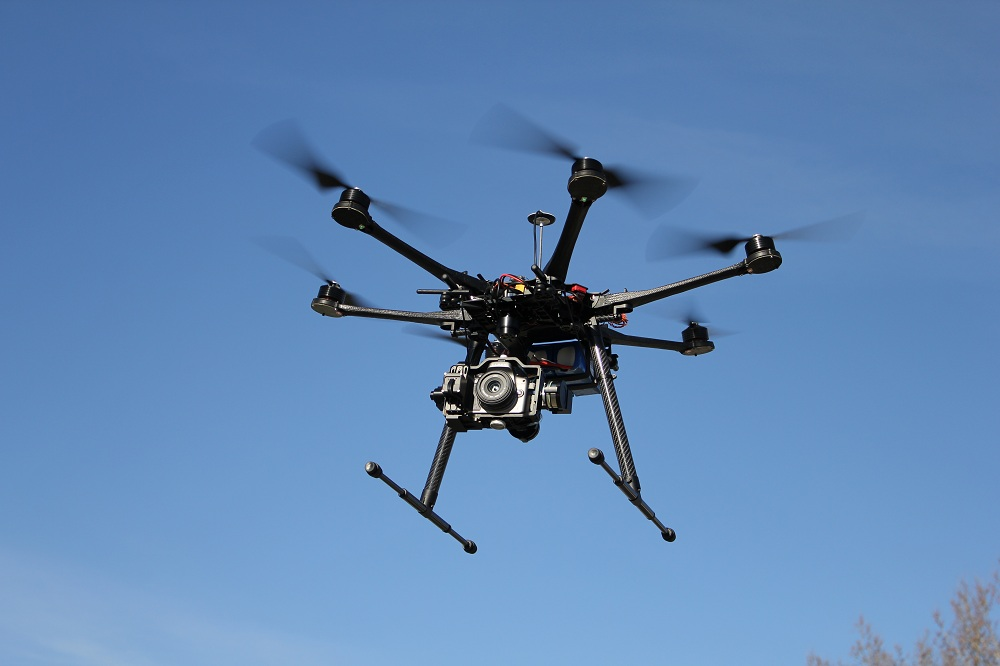
Un Multicopter DJI-S800.

Des drones civils sont aussi de plus en plus souvent utilisés pour réaliser des prises de vues aériennes. Les sociétés de production vidéo s'équipent avec des appareils capables de réaliser des vidéos aériennes qui permettent de remplacer un hélicoptère équipé de Wescam ou même de permettre de nouveaux angles de prise de vue grâce à leur capacité de vol à basse altitude.
Divers matériels télécommandés sont utilisés pour la photo aérienne à basse altitude :
- Dragonfly, d’après son nom, est un robot qui se présente sous la forme d’une libellule. Le drone espion utilise ses quatre ailes pour planer et glisser, à l’instar de son homologue insecte. Sa taille compacte lui procure une grande discrétion, tout en effectuant des vols stationnaires. Apte à se fondre dans son environnement, Dragonfly a pour mission de photographier des lieux.
- un « drone écologique » (V3[130], de type hélicoptère, silencieux, en fibre de carbone, qui peut être programmé ou manuellement téléguidé) a été conçu pour l'observation (y compris dans l'infrarouge) de l'environnement marin et littoral (méduses, cétacés, pollutions, sécurité maritime, incendies…)[131].
- Les drones de loisirs Parrot[132] : l'AR.Drone et son successeur, le Bebop Drone
- Un drone conçu par la société ONERA, baptisé ReSSAC (Recherche Et Sauvetage par Système Autonome Coopérant)[133].
- Le R-Max de Yamaha a déjà été livré à plus de 1 000 exemplaires[Quand ?], dont plusieurs pour l'épandage agricole ; c'est le seul exemple de drone ayant déjà fait l'objet d'une telle production en série.
- Les drones Flying Eye sont spécialisés dans la prise de vue aérienne[134] photo et vidéo.
- Le Drone 2.0 de chez Delta Drone[135][source insuffisante], est un mini-drone de 4 kg spécifié pour évoluer en haute montagne - outre les applications de supervision, il a la capacité de recherche et détection de victimes d'avalanche.
- Les drones Squad3[136][source insuffisante] et Six3[137][source insuffisante] d'Escadrone, spécialisés dans la réalisation de prestations techniques comme la photogrammétrie ou l'inspection et homologués par la DGAC.
- Le drone Pixy, développé par l'IRD de Montpellier, dès 1999, a été réservé dans un premier temps à la photographie verticale scientifique[138],[139] puis, sous l'impulsion d'Aerofilmphoto Services, le constructeur Philae Concept, puis Vision du Ciel Industries, l'ont adapté aux applications audiovisuelles.
- Les drones OnyxStar, conçus par AltiGator, sont spécialisés dans la prise de vue aérienne pour le cinéma ou la télévision et les applications techniques telles que la cartographie, la photogrammétrie, la thermographie, la recherche agronomique ou la sécurité publique. Ils sont homologués par la DGAC[140] en France.
- Les drones conçus par Reflet du Monde, spécialisés dans la prise de vue aérienne, la destruction de nids de frelon ou encore le vol de grande élongation (RDM ONE)[141].

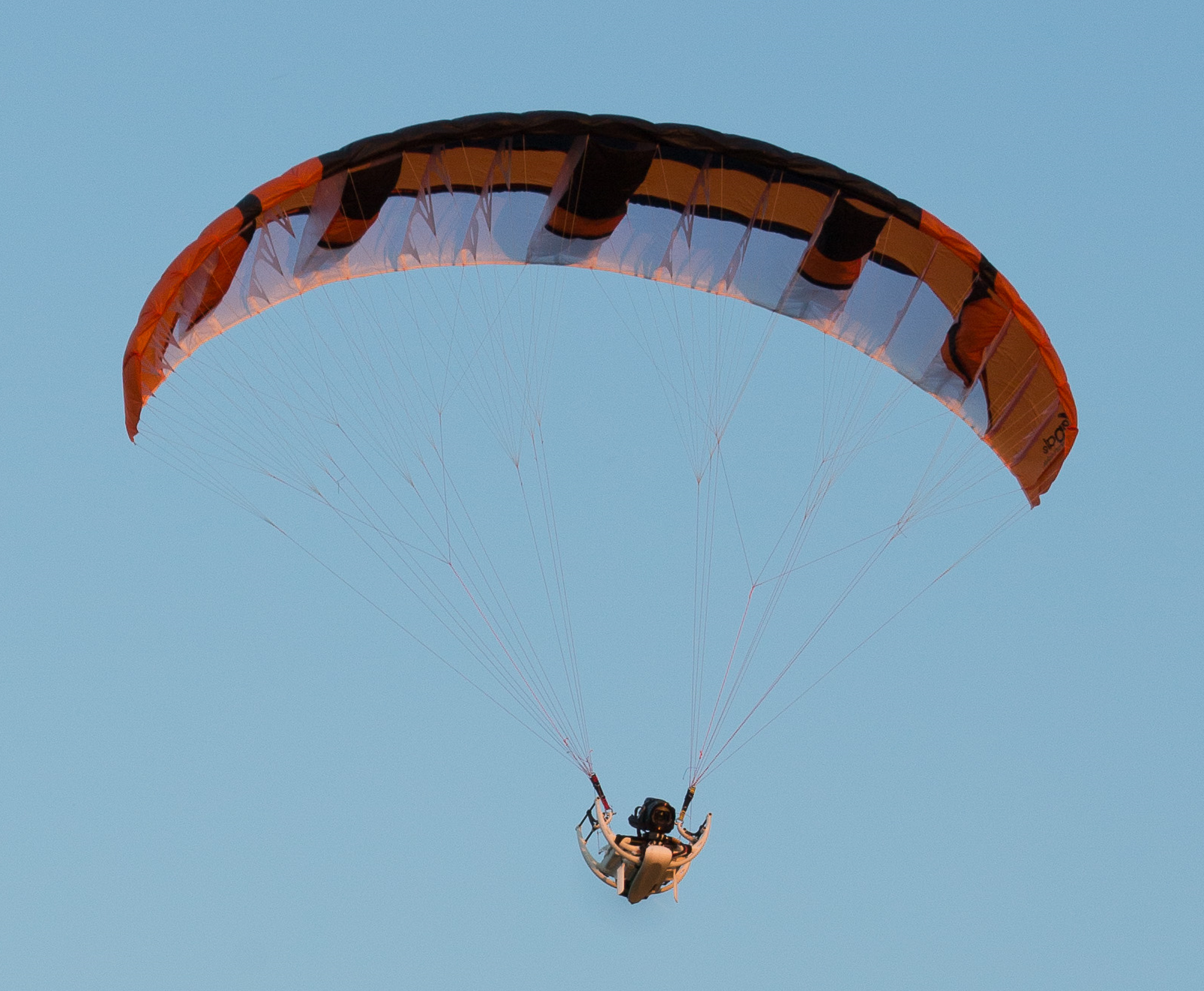
Le drone paramoteur français Aube, en vol : voir en video.

- Le drone Aube, conçu par Ihmati[142], répond à des problématiques liées à la vidéo et l’observation. Petit, silencieux et facilement transportable, il aide les scientifiques à l’étude et la protection environnementale (anti-braconnage, comptage d’animaux, thermographie…). De par sa voilure souple, il accompagne également les professionnels de l’audiovisuel (reportage, cinéma, tourisme…), de la protection civile (localisation de victimes, détection des risques…) et de l’inspection d’infrastructures (réseaux autoroutiers, réseaux d’énergie…).

D'autres usages nouveaux des drones sont :
- La surveillance et la maintenance de matériel peu accessible. Ainsi, les drones sont, en France, utilisés pour la télésurveillance nationale centralisée par EDF ENR Solaire, filiale d'EDF Énergies Nouvelles. Cette entreprise a créé en 2009 un Centre de contrôle des toitures solaires, qui, en 2013, surveille 550 installations de panneaux photovoltaïques[143]. La caméra infrarouge haute résolution gyro-stabilisée emportée par les drones montre aux opérateurs distants d’éventuels défauts des circuits.
- Les drones sont de plus en plus utilisés par les industriels afin de permettre l'inspection de certaines infrastructures sensibles. Ils peuvent être utilisés en gestion de crise, afin de coordonner l'intervention des pompiers ou des forces de l'ordre en cas d'incident (fuite, incendie, intrusion). La start-up française Uavia propose une plate-forme numérique permettant de connecter les drones afin qu'ils puissent être utilisés totalement à distance et être complètement autonomes.
- Certains drones sont utilisés par loisir pour observer des personnes dans des espaces publics ou privés[144].
- D'autres sont utilisés par des géographes, biologistes et écologues pour, par exemple, recenser plus précisément des espèces, détecter et cartographier les habitats naturels[145], les corridors écologiques ou limiter le braconnage[146],[147].
- Il existe également des drones qui sont utilisés pour le nettoyage de toiture, de façade ou de panneaux solaire (par pulvérisation d'un liquide nettoyant depuis le drone)[148],[149],[150].
- Depuis 2015, des drones sont utilisés par les ornithologues pour étudier les oiseaux en Antarctique, aux États-Unis et en Australie, principalement les oiseaux de mer mais aussi les échassiers, les canards, cygnes et apparentés, les passereaux et les limicoles. Les grands oiseaux en reproduction au poids supérieur à 1,2 kg ne réagissent pas à l'apparition d'un drone à plus de 30 m, alors que les petits oiseaux pesant moins de 400 g réagissent à partir de 70 m et ceux au poids intermédiaire réagissent à partir de 50 m. Cette distance de sécurité doit être augmentée de 30 m pour un oiseau ne nidifiant pas. Les drones rapides à voilure fixe volant à 60 km/h en moyenne provoquent plus de réactions négatives chez les oiseaux que les drones plus lents à voilure tournante volant à 10 km en moyenne, probablement parce que les vitesses plus élevées sont généralement associées à des attaques de prédateurs[151].
- Des travaux portent aussi sur le repérage des drones[152], de leur vitesse et de leur  mouvements[153].

## Réglementation

### États-Unis
Depuis mars 2016 il est obligatoire d’enregistrer son drone auprès de la Federal Aviation Administration afin de survoler le sol américain. Ainsi, tout propriétaire de drone dont le poids est compris entre 250 g et 25 kg, est obligé de faire immatriculer ses appareils. L’absence de preuve d’enregistrement pouvant mener à des amendes, voire des poursuites pénales.
Le procédé est simple et peu onéreux : il s’agit d’un formulaire à remplir, en ligne, qui s’accompagne de frais standards de 5$. L’immatriculation est valable 3 ans, pour un nombre illimité d’appareils,.

### France

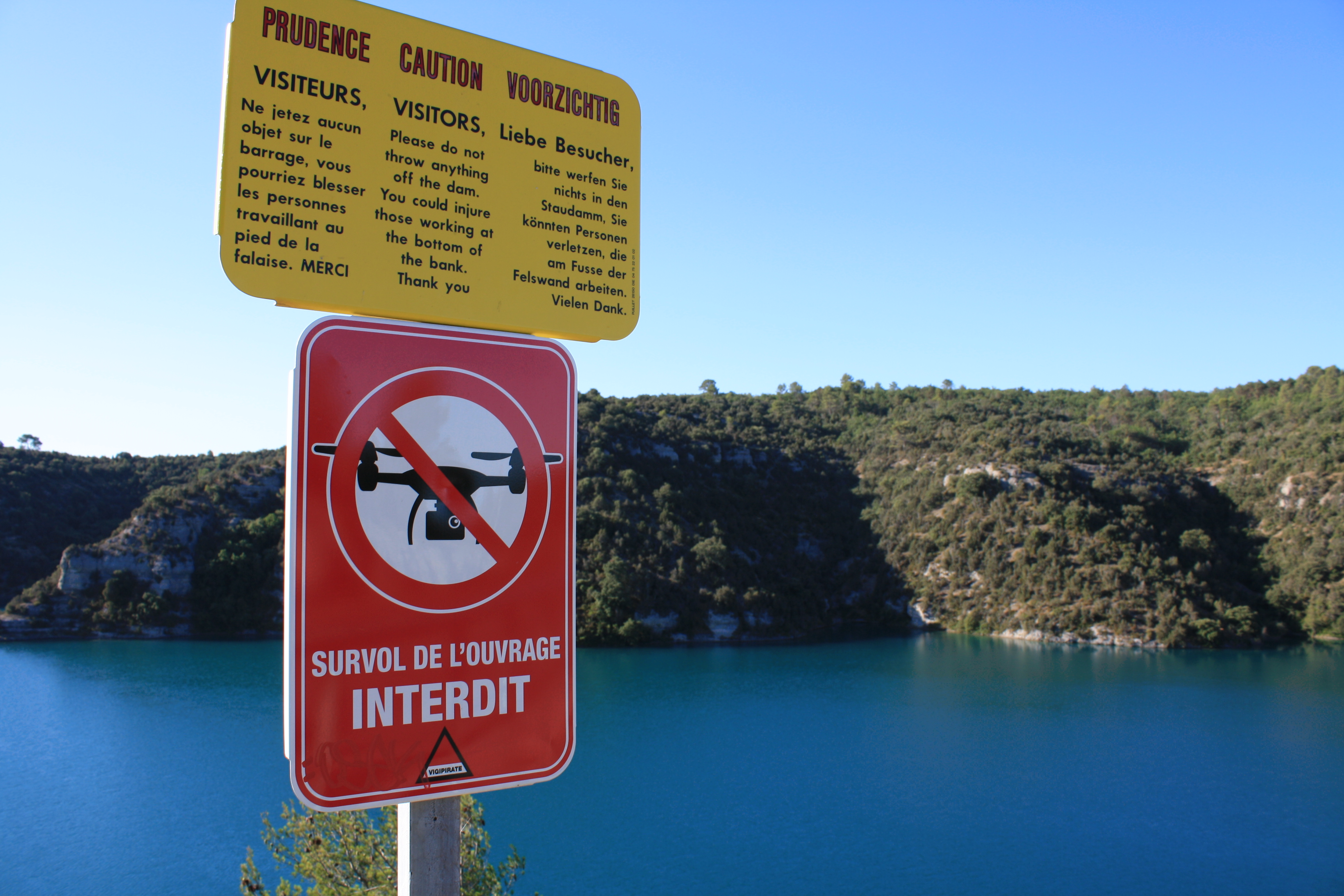
Panneau anti-drone dans le sud de la France, interdisant le survol d'un barrage.

Le cadre juridique applicable aux drones comprend, à la fois, des dispositions administratives, des aspects de droit civil, notamment de responsabilité civile délictuelle ou contractuelle, ainsi que des éléments de droit pénal.
Leur application dépend à la fois de leur bonne connaissance par les pilotes et des moyens de contrôle mis en œuvre. Le législation fait la différence entre les usages de loisir et les usages professionnels.
Le gouvernement français a créé une « réglementation drone », pour encadrer la pratique du drone de loisir. Il a mis en place deux arrêtés en décembre 2015 (en vigueur depuis le 1er janvier 2016), une loi le 25 octobre 2016 et un arrêté le 8 avril 2017. Pour simplifier la compréhension de tous, la Direction générale de l'Aviation civile (DGAC), a réalisé une notice explicative, simple, sur les 10 commandements du pilote de drone de loisir. Cette loi entre en application totale en juin 2020.
Le 11 janvier 2018, le ministère de la Cohésion des territoires (alors Jacques Mézard) a déclaré, en réponse à une question du parlementaire Jean-Louis Masson, que ni l'administration, ni les responsables municipaux ne pouvaient utiliser des drones pour contrôler les terrains des particuliers, à la suite de la découverte par le fisc — et grâce à Google Maps — de 300 piscines de particuliers non déclarées,.

#### Réglementation administrative
En France, l'utilisation des drones est encadrée, d'une part par le Code de l'aviation civile et  le Code des transports et, d'autre part, par deux arrêtés spécifiques, en date du 11 avril 2012. Le premier, traite de la conception et de l'utilisation des aéronefs civils qui circulent sans aucune personne à bord ; le second est relatif à l'utilisation de l'espace aérien par les aéronefs qui circulent sans personne à bord.
Deux nouveaux arrêtés, en date du 17 décembre 2015, ont été publiés au Journal Officiel le 24 décembre 2015 et réglementent le droit des drones en France depuis le 1er janvier 2016, en abrogeant les deux arrêtés du 11 avril 2012 (voir, sur les arrêtés, le blog de Me Thierry Vallat, avocat au barreau de Paris et l'article dans le Village de la Justice du 29 décembre 2015, ainsi que les analyses complètes des arrêtés, par la société Aerofilms, dont l'auteur du blog Olivier Deneuvis est un spécialiste français de la législation drones, avec de nombreuses publications sur le sujet).
Les nouveaux arrêtés de 2015 ont supprimé les notions de catégories d'aéronefs pour tenir compte de leurs tranches de masses[pas clair] au décollage. Ils ont également introduit la classification des activités : aéromodélisme, expérimentations et activités particulières.
La loi du 24 octobre 2016, codifiée à l'article L. 6214-1 du code des transports, rend obligatoire un régime d'enregistrement par voie électronique si la masse du drone est supérieure ou égale à un seuil fixé par voie réglementaire, qui ne peut être supérieur à 800 grammes. Un décret du 11 octobre 2018 retient cette masse de 800 grammes et précise les modalités d'enregistrement.
Certaines sociétés sont autorisées par la DGAC à produire des drones civils en série.
L'ADmkIV d'AIRdrone est le premier drone homologué par la DGAC pour une utilisation en agglomération (scénario S3), notamment grâce au parachute intégré.
En 2019, l'immatriculation des drones d'une masse supérieure à 25 kilogrammes est rendue obligatoire.
|                     |                                       | Loisirs | Loisirs | Travail aérien                                                                               | Travail aérien                                                                               | Travail aérien                                                                               | Travail aérien                                                                               | Travail aérien                                                                               | Autre                                                                                        | Autre                                                                                        |
| Catégorie           | Hors catégorie                        | A | B | Suppression des catégories remplacées par les masses des aéronefs depuis le 1er janvier 2016 | Suppression des catégories remplacées par les masses des aéronefs depuis le 1er janvier 2016 | Suppression des catégories remplacées par les masses des aéronefs depuis le 1er janvier 2016 | Suppression des catégories remplacées par les masses des aéronefs depuis le 1er janvier 2016 | Suppression des catégories remplacées par les masses des aéronefs depuis le 1er janvier 2016 | Suppression des catégories remplacées par les masses des aéronefs depuis le 1er janvier 2016 | Suppression des catégories remplacées par les masses des aéronefs depuis le 1er janvier 2016 |
| ------------------- | ------------------------------------- | --- | --- | -------------------------------------------------------------------------------------------- | -------------------------------------------------------------------------------------------- | -------------------------------------------------------------------------------------------- | -------------------------------------------------------------------------------------------- | -------------------------------------------------------------------------------------------- | -------------------------------------------------------------------------------------------- | -------------------------------------------------------------------------------------------- |
| Masses au décollage |                                       | < 25 kg ou < 150 kg pour les aéronefs captifs | > 25 kg | < 150 kg pour les aéronefs captifs                                                           | < 2 kg                                                                                       | < 4 kg                                                                                       | < 8 kg                                                                                       | < 25 kg                                                                                      | < 150 kg                                                                                     | > 150 kg                                                                                     |
| Remarques           | ballons libres, fusées, cerfs-volants | vue directe, hors zone peuplée, prise de vues autorisée sans usage commercial, distance 150 m, vol interdit de nuit, même avec dispositif lumineux | contraintes de la catégorie A, autorisation de vol (engin et pilote), permis théorique du pilote (ULM à minima) |                                                                                              |                                                                                              |                                                                                              |                                                                                              |                                                                                              | scénarios spécifiques                                                                        | scénarios spécifiques                                                                        |

|                            | S1  | S2            | S3  |
| Altitude sol max (m)       | 120 | 50 120 < 2 kg | 120 |
| Distance du pilote max (m) | 200 | 1 000         | 100 |
| Poids max (kg)             | 25  | 25            | 8   |
| En zone peuplée            | non | non           | oui |
| Vol à vue                  | oui | non           | oui |

#### Responsabilité civile
Les principes généraux de la responsabilité civile s'appliquent aux drones, en particulier pour les dommages causés aux tiers, ou à leurs biens.
Certains aspects particuliers sont précisés par le Code des transports.

#### Droit pénal
Les infractions consécutives à l'utilisation inappropriée des drones sont nombreuses.
En particulier les infractions aux règles de l'air, ou encore, au survol interdit de certains espaces aériens, sont punies par le Code pénal, selon les règles de la procédure pénale.

### Suisse
Au 1er janvier 2023, la Suisse reprend la réglementation de l’Union européenne sur les drones. Le 24 novembre 2022, le comité mixte de l’accord bilatéral sur le transport aérien entre la Suisse et l’Union européenne a entériné la reprise par la Suisse de la réglementation de l’UE sur les drones, ainsi que celle de différents actes communautaires.

### Canada

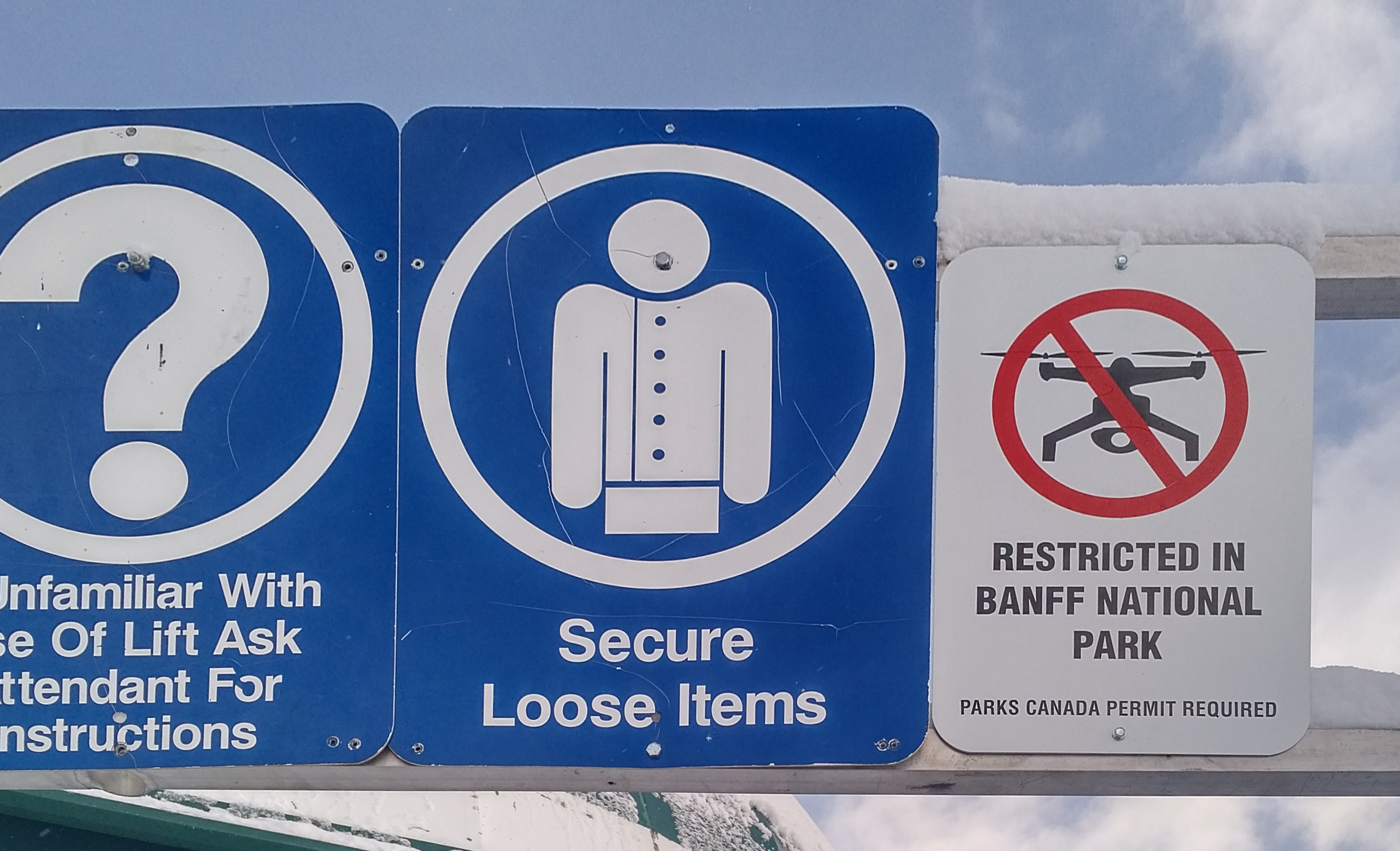
Panneau interdisant les drones au Lac Louise, Alberta, Canada (2017).

Au Canada, en matière de sécurité, Transports Canada est responsable des appareils civils. La sécurité requise est la même que celle des aéronefs habités : un certificat d’opérations aériennes spécialisées (COAS) est nécessaire pour faire voler un drone. Certaines entreprises développent des pratiques opérationnelles sécuritaires et encadrent les pilotes de drones dans leurs activités commerciales. Il existe des centres de formation, comme le Centre québécois de formation aéronautique (CQFA), pour le pilotage de drones légers de moins de 25 kg.

### Japon
En 2015, le Bureau de l'aviation civile du Japon a annoncé que « UA / drone » (désigne tout avion, giravion, planeur ou dirigeable ne pouvant accueillir aucune personne à bord et pouvant être piloté à distance ou automatiquement) :
1. ne devrait pas voler à proximité ou au-dessus des aéroports ;
2. ne devrait pas survoler à plus de 150 mètres au-dessus du sol / de la surface de l'eau ;
3. ne survole pas les zones urbaines et les banlieues (de sorte que seule la zone rurale est autorisée) ;
4. ne doit pas voler à proximité d'immeubles ou d'installations importantes du pays, y compris d'installations nucléaires ;
5. doit suivre à la lettre la loi japonaise sur la radio[177].

#### En Belgique
Depuis le changement de législation survenu fin avril 2016, tout pilote, observateur ou exploitant de drone, a l’obligation de signaler immédiatement un incident ou un accident dans lequel il est impliqué. Jusqu'à cette modification légale, les statistiques ne se basaient donc que sur des déclarations volontaires. L’administration du service public fédéral Mobilité ne dispose donc que de données incomplètes.
En 2015, dix incidents ont été répertoriés : cinq drones aperçus lors de l’atterrissage d’un avion de ligne, deux rencontrés par un avion en vol, deux autres ont évolué dans une zone protégée tandis qu’un dernier a été observé au-dessus d’une autoroute, a détaillé le ministre de la Mobilité François Bellot (MR) dans une réponse parlementaire écrite.
Au Brussels South Charleroi Airport, l’équipage d’un vol Ryanair a relevé la présence « très proche » d’un drone lors de l’arrivée au sol, a également précisé le ministre.
En 2016, trois incidents ont déjà été rapportés : l’un concernant un drone hors de contrôle, volant au travers de zones contrôlées avant de s’écraser en France ; le deuxième : un drone s'est crashé dans un jardin en province limbourgeoise (Saint-Trond) et un dernier faisant l'objet d'une enquête de sécurité puisqu’il s’agissait du survol de la centrale nucléaire de Tihange.
Pour rappel, ces chiffres ne sont pas représentatifs du nombre réel d’incidents survenus, lesquels sont en croissance constante.

## Accidentologie
En France, un accident de drone est survenu au festival de musiques électroniques : Electrobeach au Barcarès (Pyrénées-Orientales) dans la nuit du 13 au 14 juillet 2019, blessant plusieurs personnes. Selon une enquête du BEA, le pilote professionnel n'aurait pas respecté la réglementation.

### Incidents dans le civil
En juillet 2013, un homme de 41 ans est retrouvé mort en Suisse, dans le canton de Lucerne, après avoir été heurté par un modèle réduit d’hélicoptère.
En septembre 2013, un pilote de 19 ans est tué après avoir été heurté par les pales de son hélicoptère radiocommandé.
Ces deux accidents op-cit concernent des modèles réduits d'hélicoptères. La plus grande différence est qu'un hélicoptère radio-commandé a des pales beaucoup plus longues et une vitesse de rotation angulaire plus importante. De plus, leurs pales sont beaucoup plus solides (kevlar ou fibres carbone) pour supporter la charge mécanique.
Tandis qu'un drone se redirige automatiquement et lentement vers l'endroit d'où il a décollé (près du pilote, donc) lors d'une perte de liaison radio, un hélicoptère radiocommandé, n'ayant pas les capacités à se maintenir en vol seul, s’écrase. Voir la page hélicoptères_radiocommandé pour poster vos accidents alarmistes.
Le 11 septembre 2013, un drone s'écrase sur la foule pendant la fête nationale de la Catalogne. Plusieurs personnes sont blessées, dont des enfants.
En avril 2014, lors d'un événement sportif en Australie, un drone tombe sur une coureuse.
Le 22 décembre 2015, lors de la descente de slalom de Madonna di Campiglio, un drone s'écrase quelques centièmes de seconde après le passage du skieur Marcel Hirscher.

### Sanctions
La perte de contrôle d'un drone sur la foule, notamment lorsqu'elle mène à l'inconscience d'une personne, peut conduire à une amende et à une peine de prison.

## Prospective (les drones du futur)
Parmi les pistes de recherche, projetées ou en cours, figurent :
- les drones et microdrones terrestres ou aquatiques équipés d'une intelligence embarquée et de systèmes multisenseurs[188],[189] les rendant capables de mieux se déplacer dans l'air et/ou sous l'eau[190], tout en résistant mieux aux turbulences[191], en ville ou en environnements complexes, dynamiques, incertains[192] ou dangereux, éventuellement en imitant les animaux (avec une perception visuelle améliorée[193],[194] ou une capacité à se déplacer silencieusement dans le noir et dans les arbres, comme une chouette par exemple) grâce à des systèmes dits « détecter et éviter »[195], par exemple grâce à un système d'analyse d'images en « équivalent vision stéréoscopique »[196],[197]. Ces drones devraient bénéficier des progrès de la recherche faite sur les véhicules terrestres autonomes[198]. 
Des prototypes de drones subaquatiques ou flottants (drone voilier ou drone solaire par exemple) apparaissent, destinés à échantillonner en profondeur[199], à surveiller, explorer les eaux douces, saumâtres ou océaniques et leurs écosystèmes ou pour des recherches en archéologie subaquatique[200] (OpenROV par exemple), voire de contribuer à dépolluer un milieu[201],[202], ou de contribuer à nettoyer la mer de certains déchets ou polluants (microplastiques[203], marée noire par exemple[204]). « Open-H2O community » est une communauté qui promeut sur ce thème une production collaborative et l'utilisation de softwares et hardwares en open source. Elle porte notamment le projet « Protei » de « flotte de autonome » destinée à l'exploration et à la conservation des océans ;
- des minidrones ou associations drone-système de détection capables d'échantillonner et mesurer la pollution de l'air ou de l'eau[205] ;
- les essaims ou patrouilles de petits ou très petits drones, capables de tâches individuelles ou collectives, de réponse à des missions « à la demande »[206] (par exemple pour la surveillance environnementale de vastes étendues[207] (d'eau notamment[208]), détecter des phénomènes d'érosion des sols[209], pour cartographier ou modéliser des milieux peu accessibles dont la canopée forestière[210]), voire d'autonomie (ce qui demande notamment de résoudre des questions de « partage d'autorité dans un essaim de drones auto-organisé »[211] et de planification de missions par essaims[212]). Dans ce cadre, un essaim de petits drones adéquatement équipés de capteurs pourrait remplacer un réseau de capteurs (éventuellement sans-fil[213]) reliés à un terminal en intégrant certaines dynamiques de l'environnement (marées, courants, saisons, variations de niveau de plan d'eau, etc.) ;
- des robots de types très différents, mais complémentaires peuvent être associés. La surveillance maritime, littorale et de grands cours d'eau pourrait ainsi bénéficier du concept de « robot marsupial » (par exemple : petit drone-bateau pouvant transporter et libérer d'autres robots (drone aérien ou subaquatique) selon les besoins, pour associer une vision en surface de la mer, aérienne et subaquatique[214] ;
- la dronisation d’appareils optionnellement pilotables, évoquée par des auteurs tels Asencio & al. en 2010 comme « une idée qui fait son chemin »[4]. l'avantage serait de pouvoir bénéficier d'appareils au prix du marché de série et de les équiper pour permettre, en certaines circonstances; un télépilotage en remplaçant le poids du pilote par du matériel ou du carburant. Un drone aérien optionnellement piloté pourrait, de plus, être utilisé en temps de paix, dans un espace non réglementé, en respectant la réglementation aérienne civile (qui interdit les drones d'observation en temps de paix)[215] ;
- les drones sauveteurs en mer[216], en montagne ou sur lieu de catastrophe (par exemple capables d'apporter une bouée, un moyen de communication et/ou un kit de survie). On notera le projet UsAR développé par la société UAV640 qui propose l'utilisation de drone pour le largage de bouée sur les rives du Pays-Basque[réf. nécessaire] ;
- les mini-drones avatars de combat, équipés d'armes automatiques, ces mini-drones seraient adaptés pour la guérilla urbaine, le contrôle des mini-drones se faisant à distance grâce à la réalité augmentée, le soldat se déplaçant dans un univers semi-virtuel équipé de casque et manette de jeux ;
- les drones constructeurs (éventuellement associés à des imprimantes 3D) ou déconstructeurs, qui pourraient construire ou déconstruire des bâtiments ou certaines infrastructures. Une tour de 6 m de haut a ainsi été réalisée dans le cadre du projet Flying Machine Enabled Construction[217].

Des défis et questions éthiques (ex : protection de la vie privée), techniques (usages permis ou limités par la miniaturisation des drones), juridiques et économiques (ex : conséquences en ce qui concerne la substitution à des emplois) et de sécurité (dont sécurité aérienne) se posent au législateur, utilisateurs, commanditaires...

### Drone (et UAV)open source

#### Dans le domaine des drones aériens
En décembre 2010, un projet open source a vu le jour : ArduCopter, fruit de la communauté DIYdrones.com. Ce projet de drone « accéléro-gyro-stabilisé » est basé autour d'un Arduino, d'un récepteur GPS, d'un baromètre, d'un magnétomètre, de gyroscopes xyz, d'accéléromètres xyz comme la plupart des autres drones, mais il peut en plus embarquer une multitude d'options, telles que sonar, lidar, télémétrie, OSD. Depuis fin décembre 2011, ArduCopter est une plateforme de développement complète de drone radio-commandable ou robot entièrement autonome. C'est le premier robot électrique volant totalement open source.
De nombreux projets se sont développés dans ce sens sur Internet avec beaucoup de documentation :
- Ardupirates ;
- MultiWiiCopter (initialement basé sur des capteurs wii) ;
- MikroKopter (pas entièrement open source, car les sources du routeur GPS ne sont pas fournies) ;
- Aeroquad ;
- Betaflight.

#### Dans le domaine aquatique
Plusieurs projets portent sur des robots open-source de surface et/ou subaquatiques, dont notamment :
- l'OpenROV ;
- de petits voiliers autonomes[201],[202] ;
- des projets tels qu'OpenBionics open-source initiative (inspiré du projet open hand project) peuvent aussi apporter leur contribution, dans le domaine de la préhension notamment.

Des projets plus importants en taille, les navires autonomes.

### Morphodrones
Des applications de technologies de morphing associant la bionique, le biomimétisme et/ou la robotique molle envisagent d'optimiser les structures et formes (d'ailes par exemple) pour que certains drones puissent se glisser dans des espaces réduits, dans l'eau, se poser sur des balcons ou plonger entre les immeubles, etc.. Il a été montré que pour les avions, le morphing peut être une source de poids (et donc de consommation d'énergie) et de complexité en raison des éléments supplémentaires de structure qu'il demande.

## Dans la fiction
- Le film Good Kill (2014) d'Andrew Niccol a pour objet le quotidien d'un pilote de drone combattant les Talibans depuis sa base à Las Vegas ;
- Les drones militaires et leur usage sont au cœur du film Eye in the Sky, un thriller britannique réalisé par Gavin Hood et sorti en 2015 ;
- Dans le film Les Deux Alfred (2020), les drones constituent un thème comique récurrent de l'intrigue.
- Dans le jeu vidéo Call of Duty: Black Ops II (2012) on affronte des drones qui attaquent Los Angeles - Scénario de David S. Goyer.

#### Bases de données et dictionnaires
- Ressource relative à la santé :   - Medical Subject Headings
- Ressource relative à l'audiovisuel :   - France 24
- Notices dans des dictionnaires ou encyclopédies généralistes :   - Britannica
  - Den Store Danske Encyklopædi
  - Gran Enciclopèdia Catalana
  - Nationalencyklopedin
  - Store norske leksikon
  - Universalis
- Notices d'autorité :   - BnF (données)
  - LCCN
  - GND
  - Israël
  - Tchéquie